# Suchoj Su-25
Suchoj Su-25 (v kódu NATO Frogfoot) je sovětský jednomístný proudový letoun určený k poskytování přímé letecké podpory (close air support, CAS) pozemním jednotkám (ničením tanků, obrněných vozidel a dalších pozemních a případně i jiných cílů). Byl navržen tak, aby poskytoval blízkou leteckou podporu sovětským pozemním silám. První prototyp vzlétl 22. února 1975. Po testování se letoun v roce 1978 dostal do sériové výroby v Tbilisi v Gruzínské sovětské socialistické republice.
První varianty zahrnovaly dvoumístný cvičný Su-25UB, Su-25BM pro vlečení cílů a Su-25K pro exportní zákazníky. Některé letouny byly v roce 2012 modernizovány na standard Su-25SM. Su-25T a Su-25TM (také známý jako Su-39) byly dalším vývojovým stupněm, který nevznikl ve významných počtech. Su-25 a Su-34 byly jedinými obrněnými letouny s pevnými nosnými plochami ve výrobě v roce 2007. Su-25 jsou ve službě v Rusku i dalších členů SNS a exportních zákazníků. Výroba Su-25 v Rusku skončila v roce 2017 a v roce 2010 v Gruzii. V Gruzii pokračují pokusy o obnovení výroby s použitím částečně dokončených draků, ale od června 2022 nebyly hlášeny žádné nové dodávky.
Od svého vstupu do služby před více než 40 lety zažil Su-25 boj v několika konfliktech. Tento typ byl silně zastoupen v sovětsko-afghánské válce, kde létal na mise proti afghánským mudžahedínům. Irácké letectvo jej použilo proti Íránu během íránsko-irácké války v letech 1980–88. Většina iráckých exemplářů byla později zničena nebo přeletěna do Íránu během války v Zálivu v roce 1991. Gruzínské letectvo použilo Su-25 během abcházské války v letech 1992 až 1993. Makedonské letectvo použilo Su-25 proti albánským povstalcům v makedonském konfliktu v roce 2001 a v roce 2008 Gruzie i Rusko nasadily Su-25 během rusko-gruzínské války. Africké státy, včetně Pobřeží slonoviny, Čadu a Súdánu, nasadily Su-25 v místních povstáních a občanských válkách. V nedávné době zažil Su-25 službu při ruské intervenci v syrské občanské válce, střetech v Náhorním Karabachu v roce 2020 a ruské invazi na Ukrajinu v roce 2022.
Su-25 používala i Armáda České republiky, kde získal populární přezdívku „hrábě“. Před vyřazením letounu v roce 2000 byl jeden z letounů pro propagační účely zbarven netradiční kamufláží se světlými odstíny modré a zelené a na směrovce byla namalována žába rozbíjející na své dlani tank kladivem. Tento letoun si získal díky své malůvce přezdívku „Žabák“. 

## Vznik a vývoj

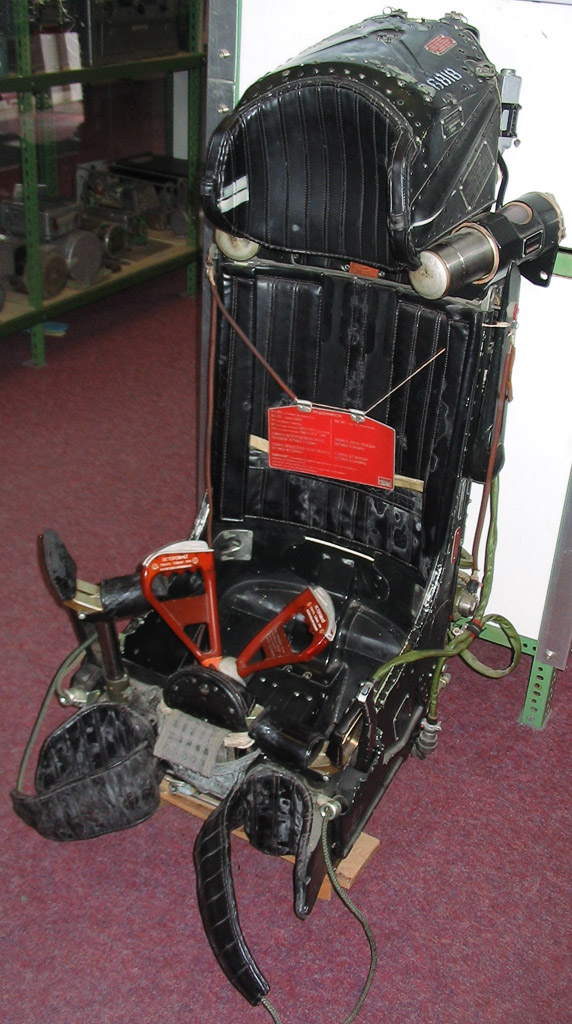
Vystřelovací sedačka K-36DM, která je použita i v Su-25

V polovině 60. let 20. století se vojenská doktrína USA a SSSR od základu změnila. V předchozím období tyto světové velmoci plánovaly použití jaderných zbraní i při taktických bojových úderech, to se však po kubánské krizi změnilo. Úloha dobýt území nepřítele připadla pozemním vojskům, která toho měla dosáhnout s pomocí klasické výzbroje. Zvlášť důležitá role byla přitom kladena na letectvo, které mělo efektivně podporovat pozemní vojska v podmínkách silné protivzdušné obrany protivníka.
Letadla Su-7B, MiG-19, MiG-21 a Jak-28 nevyhovovala požadavkům, které na ně kladl nový charakter vedení války. Kvůli velké operační rychlosti a nedostatečné obratnosti nemohly tyto stroje efektivně útočit na malé pozemní cíle. Jelikož neměly pancéřovou ochranu kabiny a důležitých přístrojů, byly snadno zranitelné palbou z protiletadlových kulometů a jiných prostředků protivzdušné obrany. Během vojenského cvičení „Dněpr“ v září 1967 se jako nejefektivnější bojové letouny ukázaly upravené stíhačky MiG-17, které úspěchu dosáhly díky výborné manévrovatelnosti a nízké rychlosti, což jim umožnilo neztrácet vizuální kontakt s cílem a vést na něj účinnou palbu. Tehdy se v kruzích sovětských leteckých konstruktérů začalo diskutovat o návrzích možných koncepcí letadla, určeného na přímou podporu pozemních vojsk. I přesto, že ne všechny zapojené organizace přijaly myšlenku na znovuzrození bojového letectví, vrchní velitel pozemních vojsk, armádní generál I.G. Pavlovskij, byl horlivým zastáncem této myšlenky a přesvědčil ministra obrany SSSR – maršála Andreje Grečka – o nezbytnosti vývoje bojového letadla nové generace.

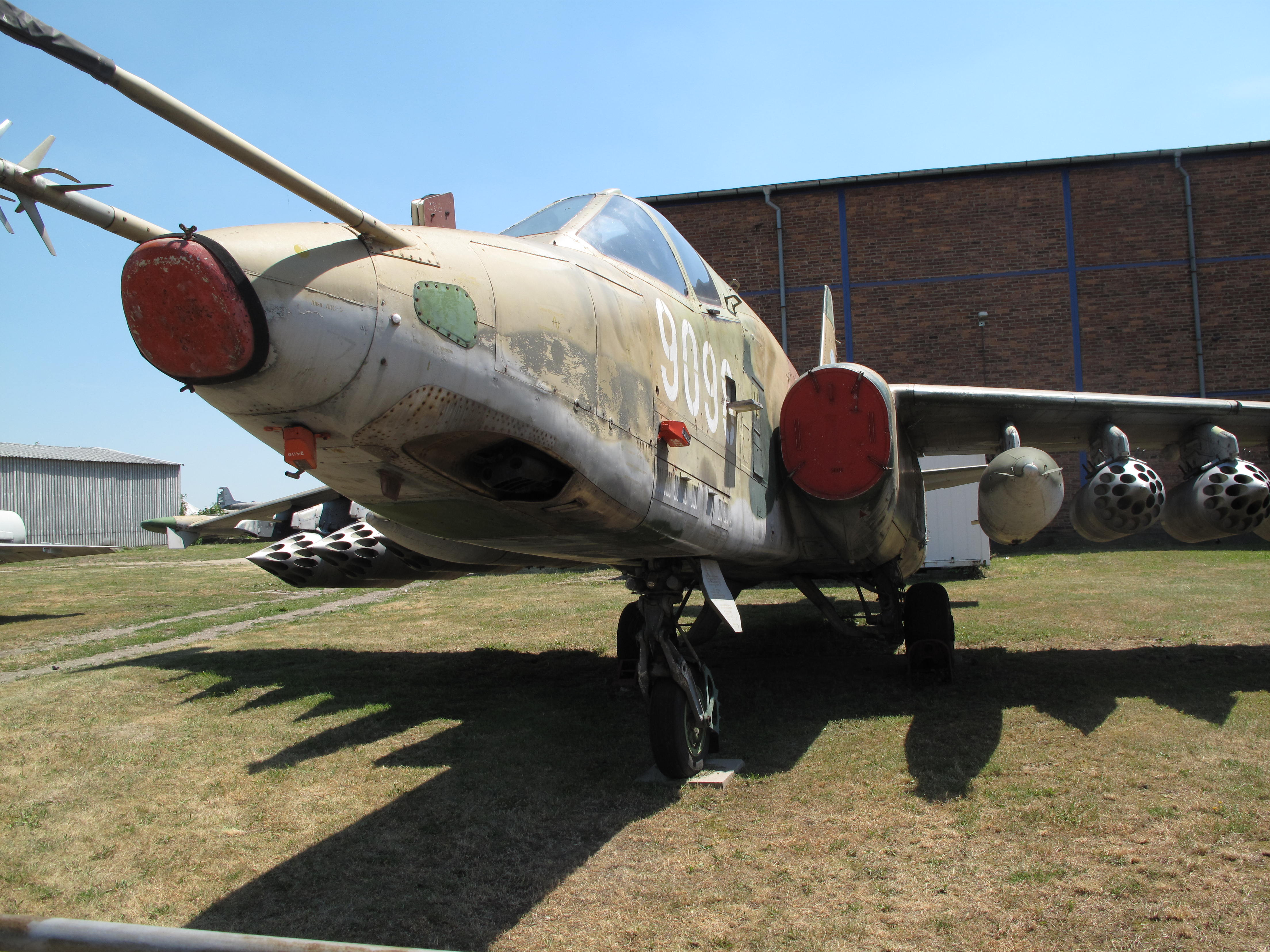
Pohled na přední část Su-25 s 30mm kanónem GŠ-30-2 a laserovým dálkoměrem v muzeu Kbely.

Sovětské ministerstvo letectví vyhlásilo v březnu 1969 soutěž na návrh bojového letadla, které by bylo protiváhou amerického stroje A-10 Thunderbolt II a které by implementovalo řešení získané analýzou bojů na Středním východě během šestidenní války z roku 1967. Zúčastnily se ho čtyři konstrukční kanceláře: Mikojan a Jakovlev nabídly modifikaci letadel MiG-21 a Jak-28; Iljušin a Suchoj předložily nové projekty: Il-102 a T-8. Tehdejším požadavkům na bojové letadlo vyhovovaly jen projekty Il-102 a T-8. Projekt Il-102 představoval další vývoj proudového letadla Il-40. Hlavní změnou, kterou se stroje lišily, bylo úplné zjednodušení stroje Il-102. Naopak Pavel Suchoj představil úplně nový projekt T-8, který byl v té době už rok ve vývoji, vedeném z vlastní iniciativy. Díky instalaci lepšího zaměřovacího systému, menšími rozměry a hmotností oproti Il-102 se na podzim 1969 stal projekt T-8 vítězem tendru na nové bojové letadlo.
Začátkem března 1968 se I. Savčenko, učitel na akademii vzdušných sil, obrátil k známým odborníkům z konstrukční kanceláře Pavla Suchoj s nabídkou společného vypracování projektu na nové letadlo pro přímou podporu pozemních vojsk. Zanedlouho vznikla skupina, kterou tvořili zaměstnanci kanceláře Pavla Suchoj: O.S. Samojlovič, D.N. Gorbačev, V.M. Lebedeb, J.B. Ivašečkin a A. Monachov. Vývoj letadla označeného jako „SPB“ měli začít v domácích podmínkách a seznámit generálního konstruktéra se svým projektem až po ukončení konstrukčních návrhů celého letadla. V té době ještě příští zákazník nezformuloval takticko-technické požadavky na nové letadlo této kategorie, ale byly zahájeny práce na návrhu koncepce bojového letadla a jeho pozici v systému vzdušných sil SSSR, na vyhodnocení potřebných letových vlastností a charakteristik zbraňových systémů. Zároveň se konstruktéři vzdali tehdy módní koncepce víceúčelového letadla, které by mohlo plnit bojové úkoly, stejně jako vést vzdušný boj. Podle prvních konstrukčních návrhů projektu „SPB“ se předpokládala instalace dvojice dvouproudých motorů AI-25T, z nichž každý měl tah 1 750kg. Kromě palubního kanónu se předpokládalo použití pouze neřízené munice – bomb do hmotnosti 500 kg a neřízených raketových střel. Zaměřovací systém letadla měl být velmi jednoduchý: jen laserový dálkoměr a optický zbraňový zaměřovač.
Tento projekt vyústil do stroje Su-25 a objednávka na 2 prototypy byla vydána 6. května 1974. Po úspěšném zvládnutí bojových zkoušek v Afghánistánu byl Su-25 v březnu 1981 objednán pro sovětské letectvo. Americké špionážní satelity ho poprvé zaznamenaly ve výzkumném středisku Ramenskoje v roce 1977 a získal dočasné kódové označení „RAM-J“. Hlavním úkolem letadla Su-25 je přímá podpora pozemním vojskům, ke které je výborně uzpůsobeno.

## Konstrukce

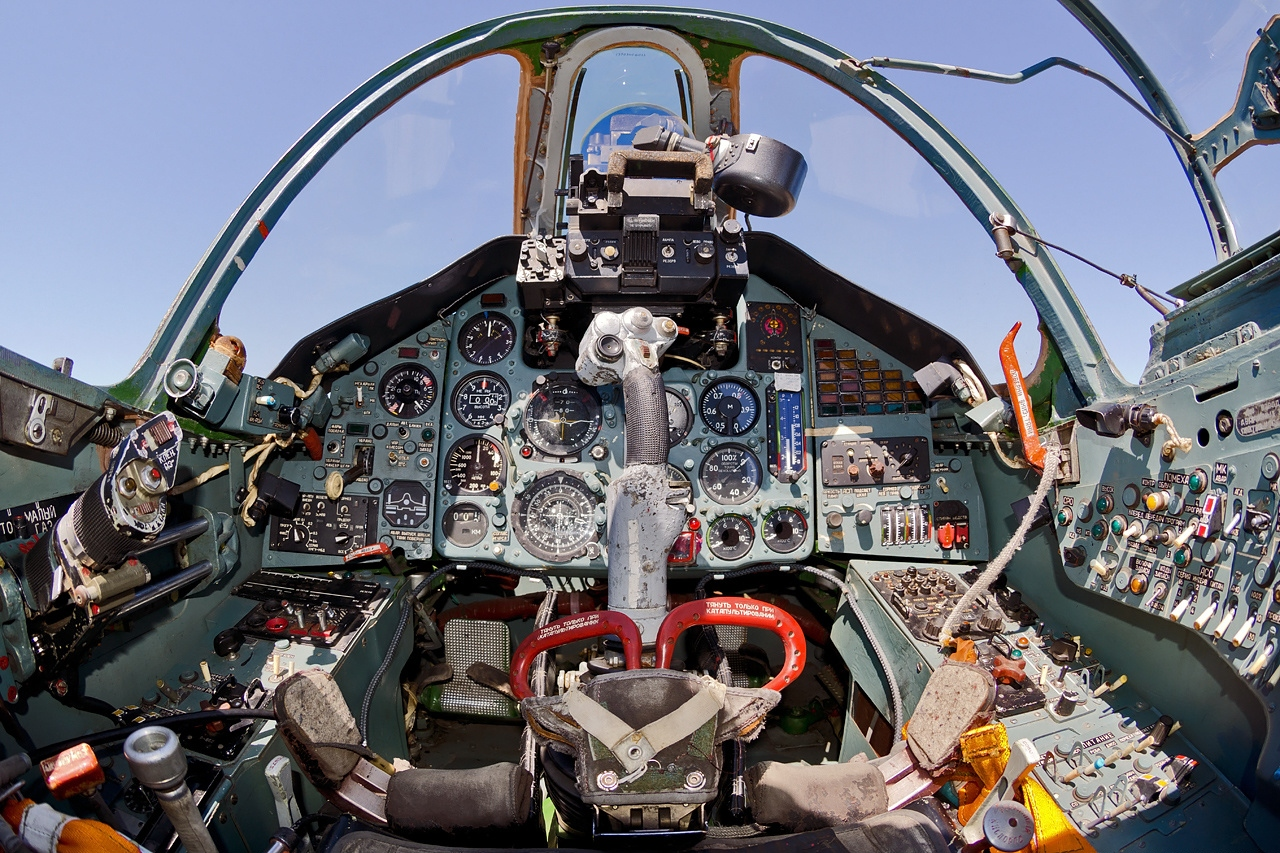
Kokpit Su-25

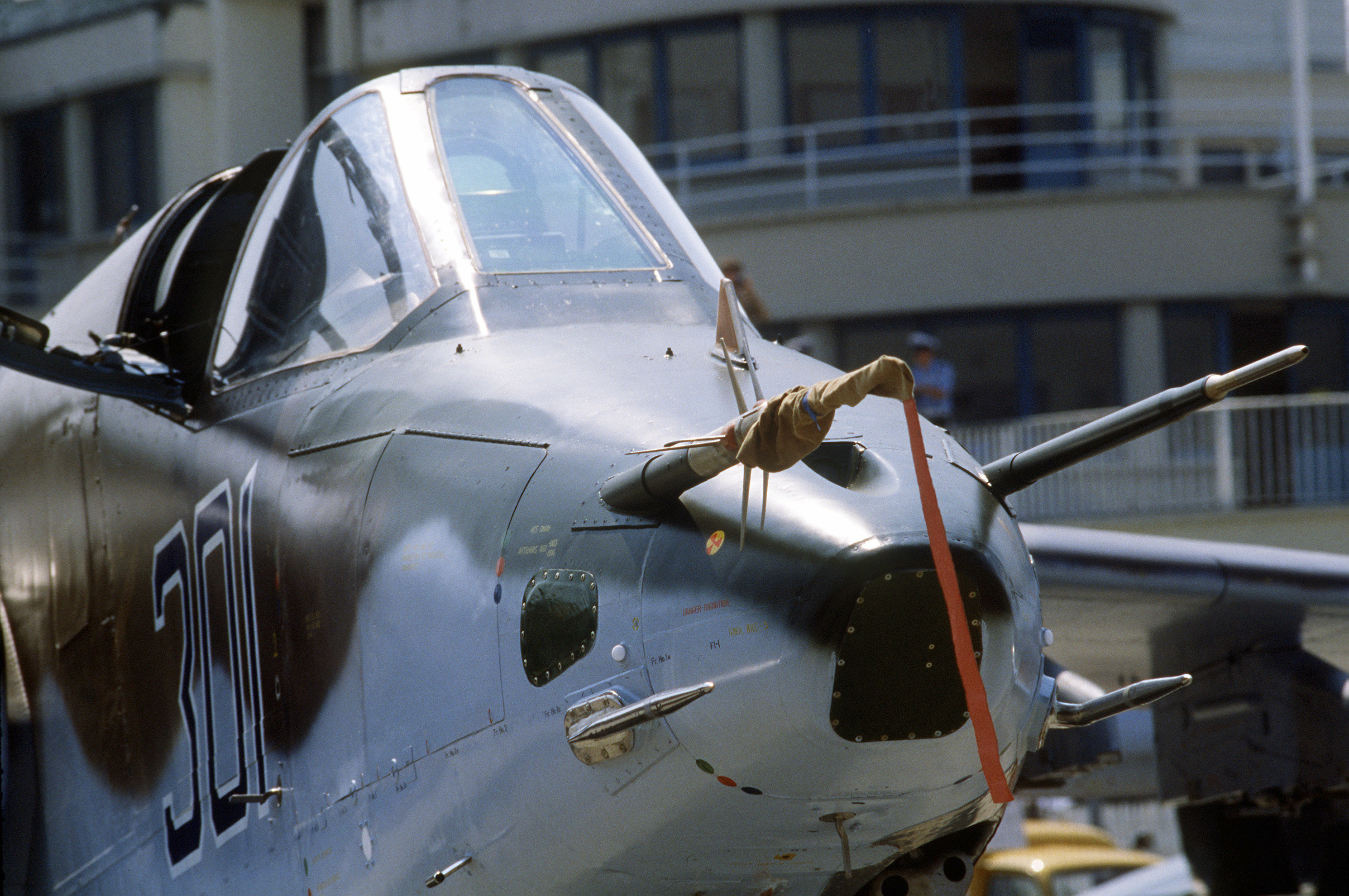
Přední část Su-25

Nákres znázorňující pancéřovou ochranu letadla Su-25 i s údaji o tloušťce pancíře v milimetrech

Kabina je tvořena vanou o síle 25mm z titanové slitiny a jeden z motorů je umístěn v pancéřové vaně, přičemž letadlo je schopné letu i s jedním motorem. Může působit za všech povětrnostních podmínek, ve dne i v noci. Jeho výbavu dotváří vystřelovací sedačka K-36 s charakteristikami 0 – 0 (možnost katapultáže při nulové výšce a nulové rychlosti). Palivové nádrže jsou naplněny ochrannou disperzí a plynem, které minimalizují možný výbuch. Motory jsou schopny v případě potřeby létat na kerosin, naftu nebo benzín, což však snižuje jejich životnost. Od samého začátku byl Su-25 navržen tak, aby ho mohl obsluhovat i málo zkušený letový a pozemní personál. Specializovaný aeromobilní komplex údržby letadla AMK-8 zabezpečuje nezávislost Su-25 i při použití na slabě vybavených a polních letištích. Všechny důležité systémy letadla jsou chráněny pancířem odolávajícího střelám do ráže 20 mm. Po nasazení raket „Stinger“ během bojů v Afghánistánu však začaly ztráty Su-25 stoupat. Proto byla mezi každý ze dvou motorů instalována 5 mm pancéřová deska dlouhá 1,5 m. Navíc byla zabudována integrovaná samohasicí pěnová zařízení motoru a na vrchní část motorových gondol byly instalovány další výmetnice klamných cílů. Díky této ochraně během bojů nebyl zaznamenán ani jeden výbuch palivové nádrže a žádný z pilotů nebyl zabit uvnitř pancéřového kokpitu.
Před zahájením sériové výroby byl Su-25 vybaven zaměřovacím systémem z letadla Su-17M3, který zajišťoval vysokou přesnost zničení pozemního cíle s použitím neřízené výzbroje a možnost použití moderních řízených střel a pum.
V současnosti jsou ruské Su-25 vybaveny palubním zaměřovacím systémem SVP-24 (Gefest). Jde o specializovaný výpočetní subsystém, který umožňuje přesné navedení "hloupé" munice na cíl. Základní myšlenka je podobná americkým bombám JDAM, které jsou vybaveny družicovým systémem a z nekontrolovaných pum se tak stává řízená munice. Nicméně přístup je zcela odlišný, protože zařízení není namontované na každou pumu zvlášť, ale nachází se na palubě letadla. SVP-24 přepočítává polohu letadla na základě systému GLONASS, trajektorii letu pumy a hydrometeorologických podmínek. Souřadnice mohou být trochu zkreslené při ostrých manévrech letadla v cílové oblasti nebo při nedostatku informací o hydrometeorologických podmínkách a stavu ovzduší. Pravděpodobnost zničení malých dobře chráněných podzemních zařízení je 30 až 40 %. Účinnost při ničení špatně chráněných nadzemních cílů může dosáhnout až 60 %.
Zaměřovací systém letadla tvoří:
1. Letecký střelecko-bombardovací zaměřovač ASP-17BC, zajišťující střelbu, bombardování a odpálení raket ve dne nebo noci na pozemní nebo vzdušné cíle
2. Laserový systém ozáření cíle a zaměřování vzdálenosti „Klen-PS“, který zajišťuje zjištění vzdálenosti a polohy cíle během zaměřování cíle a také navedení raket s laserovým naváděcím systémem.
3. Pult řízení těchto systémů
4. Aparatura zpracovávající signály z laserového dálkoměru a zaměřovače

Pilotní-navigační výbavu tvoří především navigační komplex KN-23-1, který je určen pro předávání údajů do palubního počítače a zaměřovacího systému. Navigační komplex zabezpečuje neustále automatické zpracování souřadnic stroje, provedení naprogramovaného letu včetně letu do cílové oblasti a návratu na domácí letiště a určení a zpracování hlavních navigačních a letových parametrů.
Skládá se z:
1. Aparatury IKV-1
2. Audiotechnického systému bezprostřední navigace a přistání RSBN
3. Dopplerův radar DISS-7, zabezpečující měření letového rychlosti a úhlu náklonu

Kromě navigačního komplexu do komplexu pilotní-navigační výbavy patří:
1. Automatický rádiokompas, který mimo jiné zajišťuje navedení na přistání při poruše systému RSBN
2. Rádiového výškoměru RB-5M
3. Ukazatele úhlů náklonu DUA-3
4. Systémy BD-18G-3M a PVD-7

Radiotechnické vybavení tvoří radiostanice R-862 zabezpečující spojení s jinými letadly a pozemními cíli, radiostanice R-828 zabezpečující spojení s letovými řídícími orgány a pohyblivými pozemními cíli, odpovídač vlastní-cizí, odpovídač SO-69, stanici systémů rádiového rušení a systém ovládání výmetnic infračervených a dipólových klamných cílů.

## Služba

### Sovětská intervence v Afghánistánu

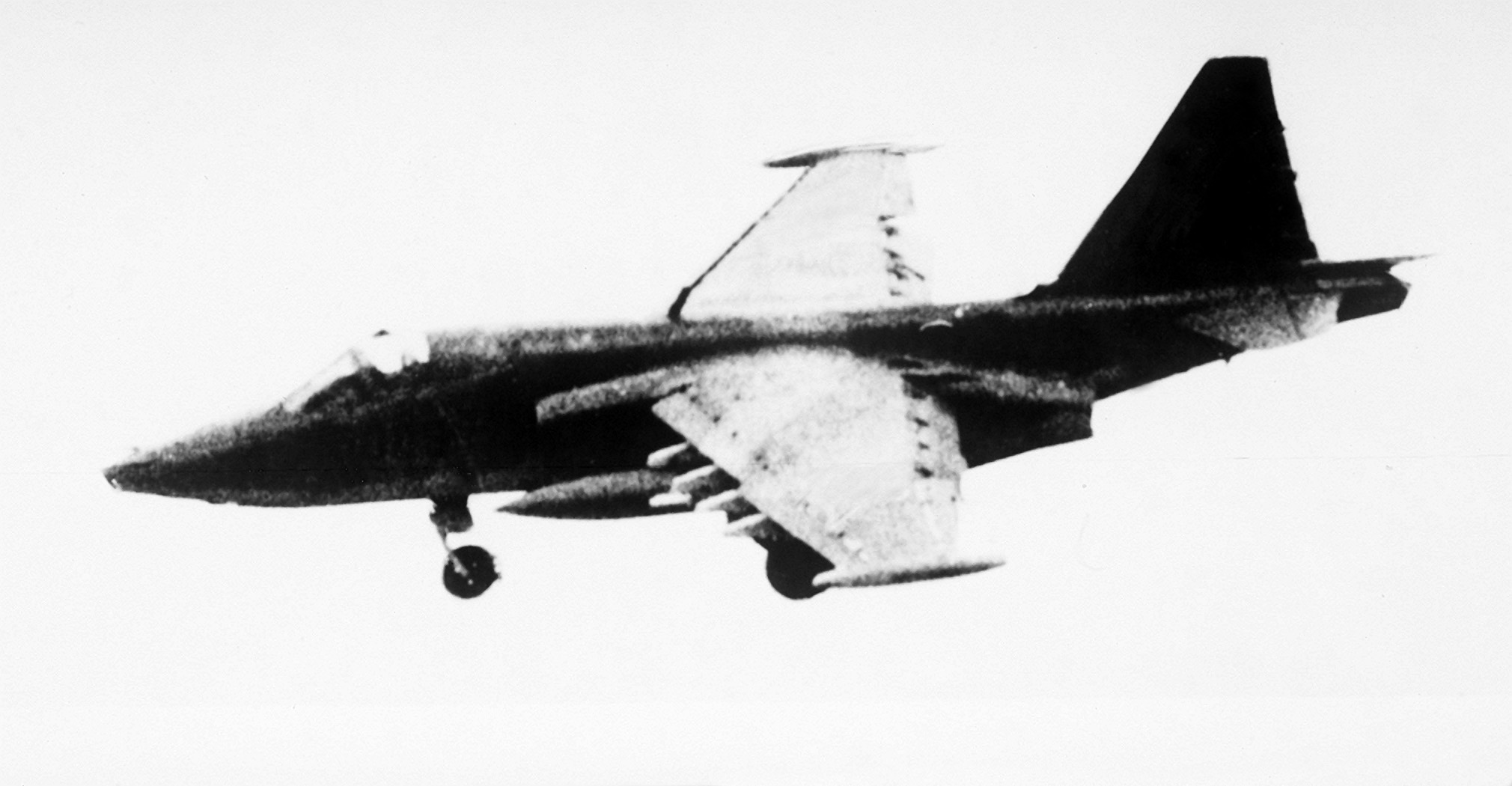
Sovětský Suchoj Su-25 za letu

Už první zkušenosti z nasazení letectva v Afghánistánu prokázaly nedostatečnou efektivitu použitých letadel. Nadzvukové stíhací bombardéry, konstruované pro vedení boje v Evropě měly při manévrování v úzkých horských průsmycích problémy a jejich sofistikované zbraňově-navigační systémy se při boji s malorozměrnými cíli ukázaly být nepoužitelné. Tyto nedostatky byly potlačeny po nasazení Su-25. Oproti ostatním strojům měl manévrovací schopnosti, byl snadno ovladatelný, výborně vyzbrojen a pancéřován. První 2 prototypy Su-25 byly v Afghánistánu nasazeny v rámci operace „Rombi-1“ od dubna do června 1980, přičemž byly vojáky vysoce hodnoceny. Jen co byly ukončeny letové zkoušky, začala se v únoru 1981 formovat první jednotka vybavená letadly Su-25, kterou byl 80. samostatný bitevní letecký pluk, dislokovaný 65 km od města Baku. Prvních 12 sériových Su-25 obdržel pluk v dubnu 1981. Poptávka po Su-25 v Afghánistánu byla velká a proto byla zformována 200. samostatná bitevní eskadra, která se skládala z letadel a pilotů Su-25 z 80. samostatného bitevního leteckého pluku. Dne 19. června 1981 byla 200. samostatná bitevní eskadra přemístěna do Afghánistánu, na leteckou základnu Šindand. Úkolem této jednotky se stala ochrana sovětské 5. motostřelecké divize a 21. pěchotní brigády afghánských vládních vojsk, které byly v této části země umístěny. Su-25 se zúčastnil i bojů o město Herat, kde probíhaly těžké boje nejen mezi mudžáhedíny a vládními vojsky, ale i mudžáhedínů mezi sebou. Úkolem Su-25 bylo útočit na domy a sklady zbraní, patřících mudžáhedínům. Po ukončení bojů v tomto městě byl nasazen při útocích na Kandahár, druhé největší město Afghánistánu. Sovětská 70. motostřelecká brigáda, odpovídající za ochranu města a cest vedoucích okolo byla vtažena do těžkých bojů v okolí i ve městě samotném. V tamních horských podmínkách nebylo vždy možné nasazení dělostřelectva a tanků a tak byly povolány bojové letouny. Při těchto operacích byly nejčastěji používané bomby OFAB 500 a bloky neřízených raket UB-32-57. Piloti vysoce oceňovali promyšlenou ochranu nejdůležitějších přístrojů a kabiny Su-25. Letadla snesla i těžké poškození a byla schopna vrátit se na základnu. Příkladem je např. stroj A. Lavrenka, který byl nad Panšírem zasažen protiletadlovou raketovou střelou do ocasní části, která kromě její značného poškození zasáhla i řízení, přesto se Su-25 bezpečně vrátil na svou základnu. Za 15 měsíců nasazení provedli piloti 200. samostatné bitevním eskadry více než 2 000 letů a neztratili ani jeden stroj. Postupně byly na letištích Kandahár a Bagram rozmístěny další eskadry vybavené Su-25. Během celého následujícího období nasazení sovětských vojsk v Afghánistánu byl Su-25 klíčovým letadlem podpory pozemních jednotek na bojišti. Na konci války na nich piloti nalétali více než 60 000 bojových misí, při kterých bylo ztraceno jen 23 letadel, což bylo mnohem méně než u ostatních nasazených letadel v Afghánistánu. Po začátku odsunu vojsk z Afghánistánu byly Su-25 z kandahárského letiště přesunuty na Šindand a Bagram. Byly pověřeny ochranou ustupujících vojenských kolon a pravidelnými útoky na cíle vedle trasy ústupu. Dne 23. června 1988 bylo na odstavné ploše kábulského letiště zničených 8 letadel Su-25 a několik dalších typů, v důsledku nepřátelského raketového útoku. O poslední Su-25 během afghánské války přišli Sověti 7. ledna 1989 nedaleko od Kábulu a jeho pilot, kapitán Gorděnko zahynul.

### Občanská válka v Angole
Začátkem roku 1988 byla mezi SSSR a Angolou podepsána dohoda o prodeji bojových letounů Su-25. Šlo o 12 ks jednomístných Su-25K a 2 ks dvoumístných Su-25UBK. V té době v Angole zuřila už čtrnáctý rok občanská válka. Země byla prakticky rozdělena na 2 části, kontrolované prokomunistickým režimem José Eduarda dos Santose a jednotkami UNITA, vedenými Jonasem Savimbim. S pomocí zbraní sovětské výroby a kubánských vojsk se vládním vojskům dařilo ovládat střední část země a jednotky UNITA se rozmístily v provinciích, kde vedly partyzánskou válku. Boj s těmito jednotkami v terénu savany s vysokou trávou a keři vyžadoval neustálou leteckou podporu, která zajišťovala průzkum, doprovod konvojů a preventivní údery na nepřátelské jednotky a tábory nepřítele. Sovětský hlavní vojenský poradce v Angole, generálporučík Peter Gusev, označil rok 1989 zlomovým rokem v této válce. Vítěznými zbraněmi se spolu s obrněnou technikou staly vrtulníky Mi-24 a letouny Su-25. Dodávky nových bojových letounů netrvaly dlouho – závod v Tbilisi tehdy vyráběl 6–8 ks strojů za měsíc a už v březnu 1988 bylo všech 14 letadel v kontejnerech po moři z Novosibirska dopraveno do Luandy. Letadla ve verzi Su-25K měly agregáty přizpůsobené pro provoz v tropických oblastech a nemohly nést řízené protizemní rakety a řízené střely. Na pomoc Angolanů při osvojování si nového letadla byly vytvořeny týmy specialistů z 80. samostatného bitevního pluku a 90. leteckého pluku. Do skupiny specialistů z řady sovětského letectva byly mimo jiné vybráni i piloti mjr. Rafis Gumerov, mjr. Leonid Černov a kpt. Vladimír Kornev. Po příchodu do Angoly zjistili, že i partyzánské jednotky si už osvojily protiletadlový přenosný systém FIM-92 Stinger. Jednou z těchto raket byl v létě 1988 zasažen i Il-76, převážející zásoby do odlehlých částí Angoly, naštěstí se mu však podařilo přistát i s hořícím motorem. Hlavními příčinami ztrát vládních vojsk na letecké technice v té době byly chyby pilotáže a špatný výcvik, než nepřátelská činnost. Hlavní letecké síly byly dislokované na bezpečných letištích u oceánu a odtud létaly na předsunutá letiště do bojových akcí. Základnou angolských Su-25 se stalo přístavní město Namibie, 170 km od hranic s Namibií. Na základně sídlil angolský 26. stíhací-bombardovací letecký pluk s letadly MiG-21MF a Su-22. Nové Su-25 měly vytvořit 3. eskadru pluku. Na začátku bojových operací se projevila nízká úroveň pilotáže angolských pilotů, kdy byly zničeny 3 ks Su-25 v důsledku chyb pilotáže. Nehledě na to, byli angolští piloti zaškolení a začali bojové mise s použitím Su-25. Celkově nalétala angolská eskadra Su-25 do října 1990 více než 1 500 hodin. Při útocích na pozemní cíle používali bomby OFAB-100-120, OFAB-250-270 a raketové bloky UB-32-57. Vidouce chaotický způsob nasazení Su-25 angolským letectvem, jeden ze sovětských poradců konstatoval, že „Su-25 je stvořený pro válku a ne pro tuto pantomimu“. Po rozpačitém nasazení u Luandy byly prakticky odstaveny z bojových operací a piloti na nich létali stále méně, čímž si snížili své schopnosti. Do března 1991 byly lety na Su-25 téměř raritou a letadla se nepoužívala.

### Válka mezi Irákem a Íránem

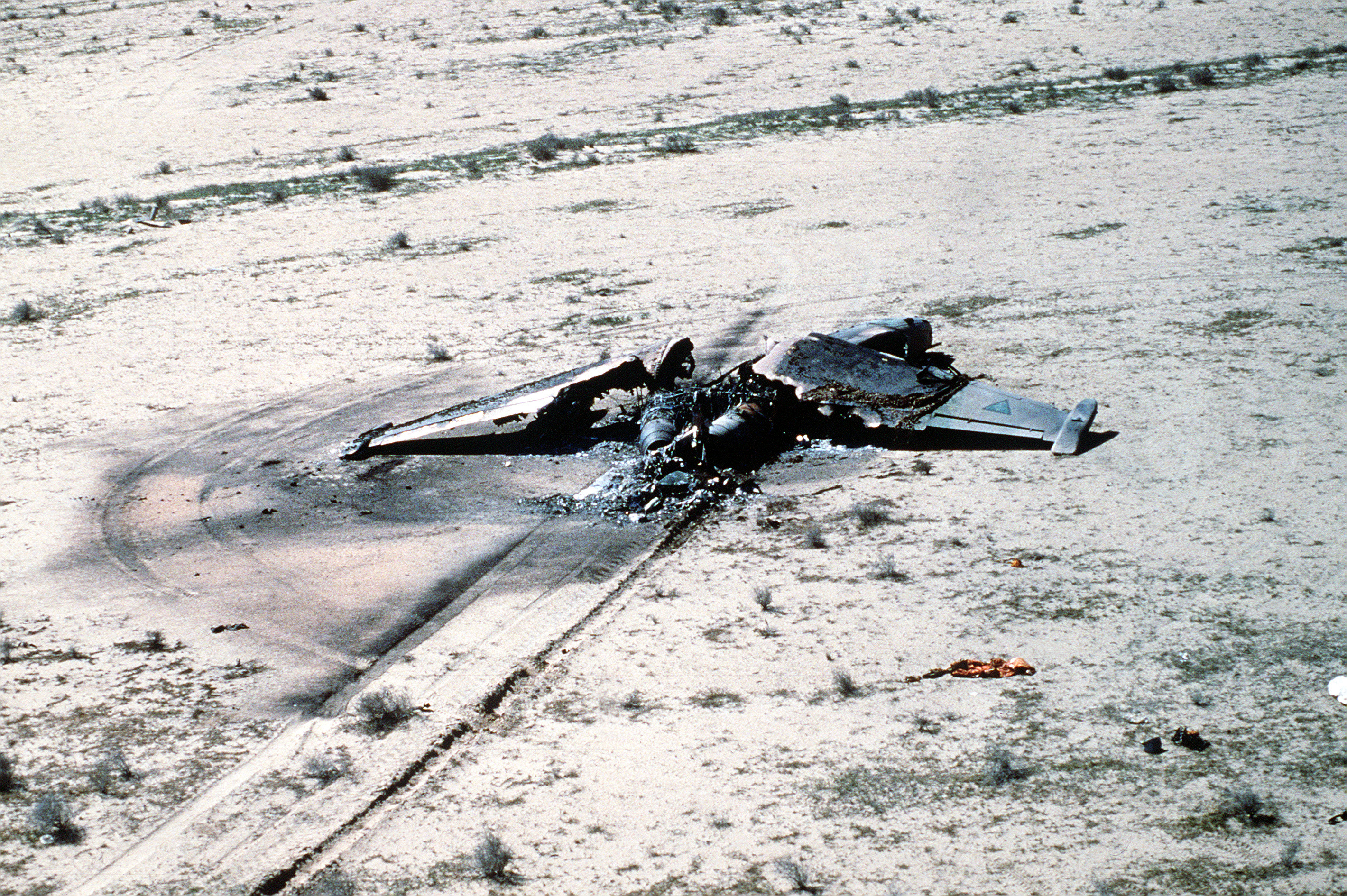
Zničený irácký Suchoj během operace Pouštní bouře

Letadla Su-25 byla Irákem nasazena během války mezi Irákem a Íránem v letech 1980–1988, přičemž do bojů byly Su-25 nasazovány od roku 1987. Denně irácké letectvo uskutečnilo 1 400–1 500 bojových vzletů, z čehož 1 200 připadlo na Su-25. Některé Su-25 uskutečnily i 15 bojových letů denně. Jeden Su-25K byl sestřelen íránskou protiletadlovou raketovou střelou „Hawk“.

### Válka v Perském zálivu
Irácké Su-25 byly umístěny na otevřených prostranstvích a improvizovaných letištích po celé zemi, jen několik jich bylo v ochranných úkrytech. Během bojů mezi Irákem a koaličními silami v roce 1991 se Su-25 bojů aktivně neúčastnily, kvůli naprosté vzdušné nadvládě spojeneckých sil nad Irákem. Proto Irák přistoupil k nečekanému kroku: aby zachránil své letectvo, piloti se svými letadly přeletěli do Íránu. Celkově přelétlo 115 bojových a 33 dopravních letadel. Mezi nimi bylo i 7 strojů Su-25. Dvě Su-25 byly sestřeleny stíhačkami F-15C při pokusu o přelet do Íránu. Několik jich bylo zničeno na zemi. Celkově však většinu z iráckých Su-25 získaly pozemní vojska nepoškozené.

### Válka o Náhorní Karabach

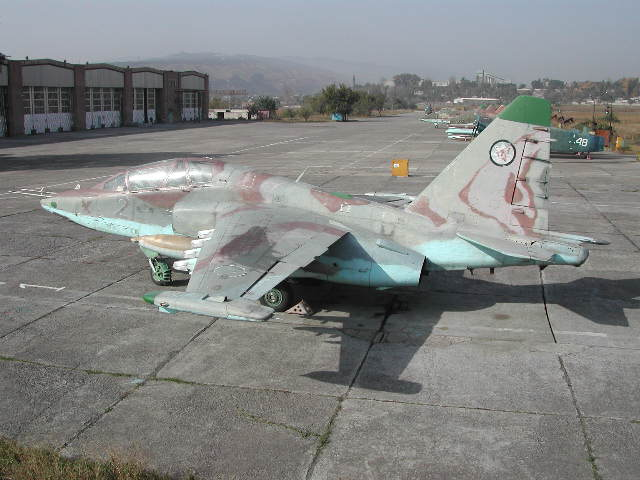
Značně olétaný Suchoj Su-25UBK s vyblednutou kamufláží

Po rozpadu SSSR v prosinci 1991 byly zbraně z bývalého Zakavkazského vojenského okruhu sovětské armády distribuovány do zemí, které právě získaly nezávislost, a tímto způsobem byly vyzbrojeny i Arménie a Ázerbájdžán a další technika byla získána i od jednotek sovětské armády, která měla být z jejich území odsunuta. Obě strany získaly mnoho těžké vojenské techniky, včetně letadel a vrtulníků. Těžké ztráty ázerbájdžánských vzdušných sil během prvních tří měsíců konvenčních bojů přinutily Ázerbájdžánce použít nekonvenční metody. Dne 8. dubna 1992 získaly ázerbájdžánské vzdušné síly své první bojové letadlo, když 25letý nadporučík Vagif Kurbanov unesl letadlo Su-25 patřící 80. stíhacímu-bombardovacímu pluku ruského letectva ze základny Sital-Tčaj a přeletěl s ním do Ázerbájdžánu. Pomáhali mu při tom dva krajané. Rusové byli z únosu překvapeni, ale neočekávali, že by s tímto letadlem byly Ázerbájdžánci schopni podniknout bojové mise. O to bylo větší jejich překvapení, když zjistili, že toto letadlo létá na bojové mise proti městu Stěpanakert. Většina útoků, které Kurbanov podnikl, měla za následek zničení civilních objektů a zabití civilistů. Ale je možné, že byl zodpovědný za sestřelení dvou ruských vrtulníků Mi-8 ze dne 17. dubna nad Náhorním Karabachem. Dne 9. května zaútočil na civilní Jak-40, který převážel uprchlíky z Stěpanakertu do Jerevanu a poškodil ho palbou z kanónu tak, že letadlo se během přistávání zřítilo. Jeho kontroverzní kariéra skončila 13. června 1992, když byl jeho Su-25 zasažen arménskou protiletadlovou střelou nad Mkhrdagem. Naopak Ázerbájdžánci si nárokují na sestřel Su-25 nad městem Novyj Afon z 15. října 1992, ale v tomto případě šlo o ruský stroj.

### Válka mezi Gruzií a Abcházií

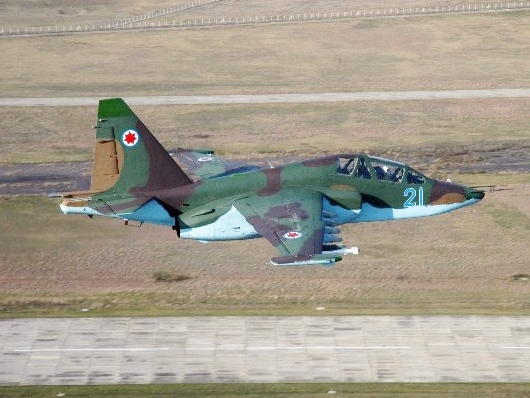
Gruzínský Suchoj Su-25UB při cestě na misi

Suchoj Su-25 byl aktivním účastníkem této války. Desetiletí sporů mezi Gruzií a jejím regionem Abcházií vyústily do války trvající 412 dní, končící v roce 1994 příměřím, které zprostředkovalo OSN. Gruzínské Su-25 v této válce operovaly ze základny Kopitnari v blízkosti města Tbilisi. Odtud útočily na abchazské vojenské objekty, seskupení vojsk a také na města Suchumi a Gagra. V této válce bylo celkem zničeno 9 ks Su-25, z nichž 7 patřilo Gruzii. První gruzínský Su-25 byl zničen 6. února 1993 nad ruskou seismologickou laboratoří ve městě Nižnyje Ešery, přičemž pilot se katapultoval. Další gruzínský Su-25 byl sestřelen 1. května 1993 Abcházii přenosnou protiletadlovou Střelou-2M a 6. července Gruzínci zničili omylem jeden z vlastních Su-25. Později, mezi červnem a zářím 1993 byly zničeny další Su-25, ve kterých zahynuli 3 piloti. Abchazská strana přiznává ztrátu Su-25, pilotovaného mjr. O. Čambem. Dne 10. října 1994 dvojice gruzínských Su-25 omylem zaútočila na ruský pohraniční post, přičemž jejich cílem byly nepřátelské ozbrojené separatistické skupiny. Gruzie se Rusku okamžitě za incident omluvila.

### Občanská válka v Tádžikistánu
Během občanské války v Tádžikistánu byl ze začátku nasazen uzbeckými vzdušnými silami na podporu vládních vojsk. Poté, co byl 12. pohraniční post obsazen tádžickými povstalci a afghánskými mudžáhedíny, se Rusko rozhodlo posílit svou přítomnost v tomto regionu. Dne 24. července 1993 byl 186. bitevní výcvikový letecký pluk přesunut na letiště Kokaïdy, poblíž uzbeckého města Karst. Odtud Su-25 útočily na nepřátelské uskupení, mosty přes řeku Pandž, která tvořila hranici s Afghánistánem a proti nepřátelským palebným postavením na březích této řeky. Při těchto operacích nebyl zničen ani jeden ruský Su-25, především kvůli absenci adekvátní protivzdušné obrany tádžických povstalců.

### První válka v Čečensku

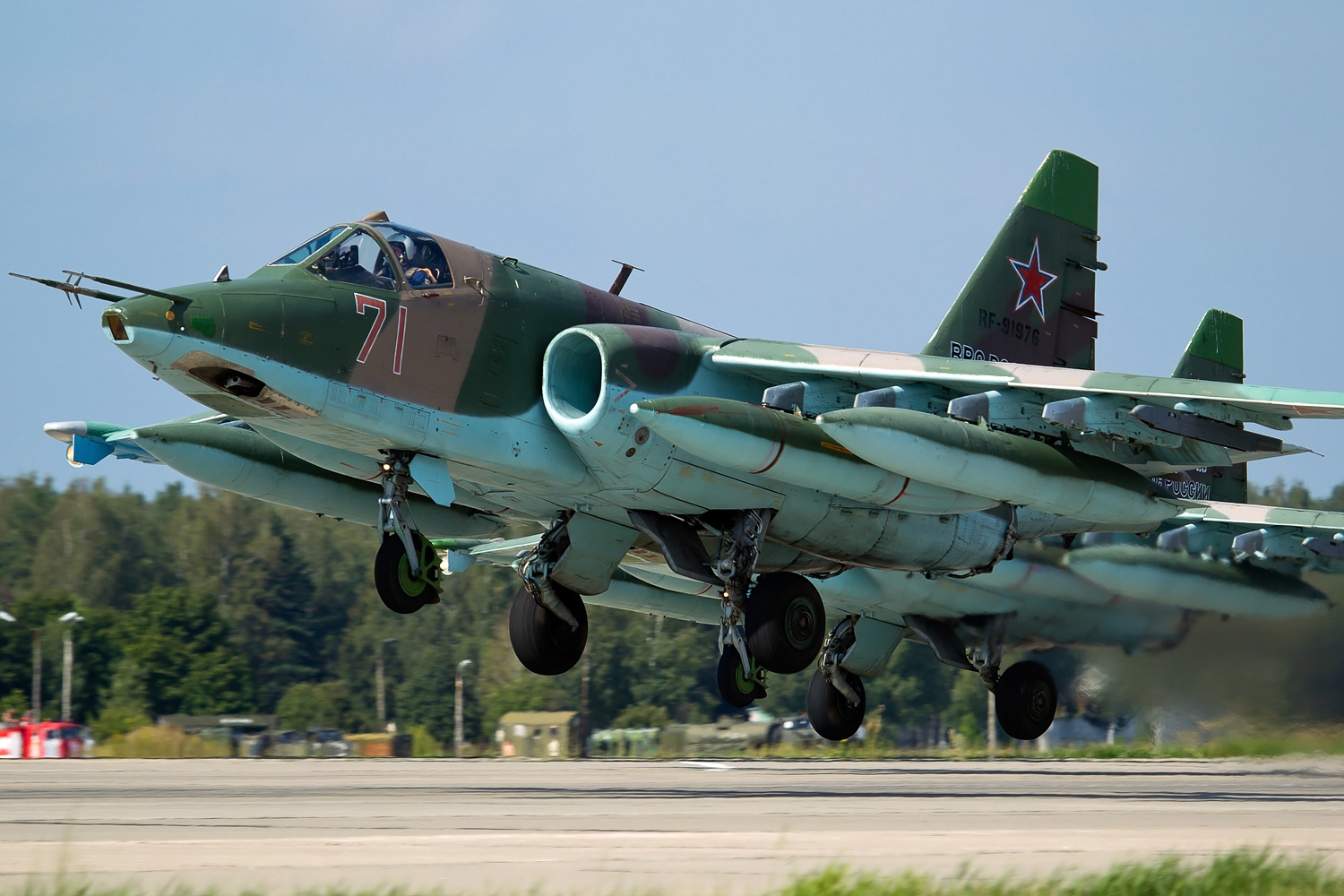
Su-25 ruského letectva

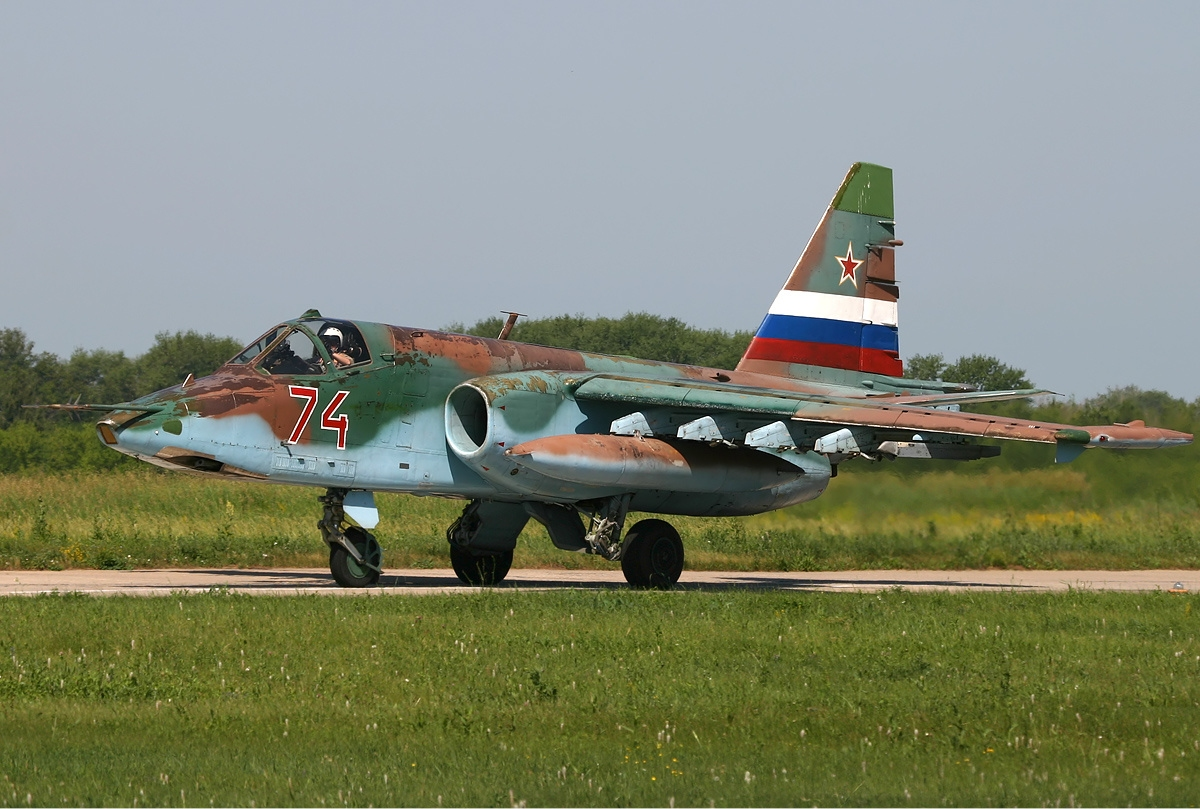
Ruský Suchoj Su-25 na letišti Lipeck, 2006.

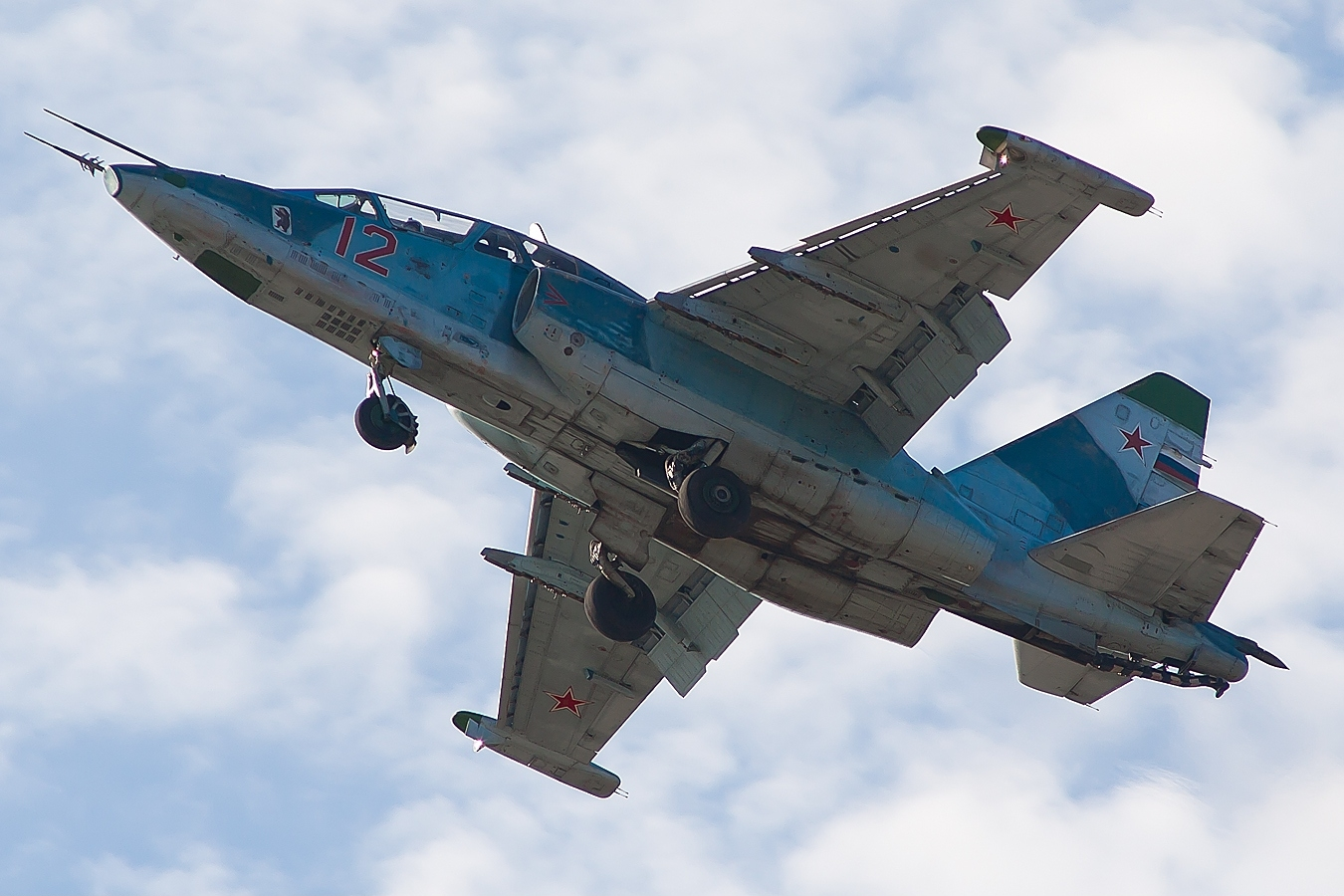
Ruský Suchoj Su-25UTG během letu, 2010.

Po rozpadu SSSR vyhlásil generál Džokar Dudajev nezávislost Čečenska. Na tyto události Rusko odpovědělo vyhlášením války. Dne 29. listopadu 1994 byla proto vytvořena útočná skupina složená z letadel Su-17M4, Su-24M a Su-25. I přesto, že čečenské vzdušné síly byly schopny proti Rusům nasadit jen neřízené zbraně, představovaly hrozbu pro vojenské základny, velitelství ozbrojených sil a ruské jednotky. Proto bylo rozhodnuto provést preventivní úder na čečenské letiště, s cílem zničit na zemi letadla pod Čečenskou kontrolou. Brzy ráno 1. prosince 1994 ruské Su-25 provedly první útok, zaměřený na letiště Kalinovskaja a Chankala v blízkosti města Groznyj. Na tamních letištích se nacházely letadla L-29, L-39C a cvičné MiG-15UTI. Protivzdušná obrana těchto letišť byla zaskočená a nepodařilo se sestřelit ani jedno z útočících letadel. V odpoledních hodinách téhož dne ruské letouny zaútočily na letiště Severnyj, kde se nacházela všechna zbývající čečenská letadla, včetně celého leteckého parku čečenských aerolinií „Stigl“. Zničeny byly stroje Tu-134, An-2 a několik vrtulníků. Zde se setkaly se silnou protivzdušnou obranou, ale nebylo ztracené ani jedno ruské letadlo. Vojenské vzdušné síly Ruské federace začaly používat Su-25 při útocích na Groznyj od 3. ledna 1995. Z vojenského hlediska bylo největší vítězství dosaženo počátkem roku 1995, kdy Su-25 zničily velitelství separatistů sídlící v bývalé budově výboru komunistické strany města Groznyj. Od 17.–18. ledna 1995 na tuto budovu útočily Su-25 s použitím 240 mm neřízených raket S-24B a 500 kg pum BetAB-500. Jen v podzemní části budovy přišlo o život 130 povstalců. Ale nasazení Su-25 se neomezovalo jen na okolí Grozného. Dne 25. ledna 1995 se 18 letadel Su-25 zúčastnilo útoku na podzemní sklady zbraní a vojenského vybavení používaného povstalci, severozápadně od města Bamut. Ve stejný den zničily Su-25 jiný velký sklad zbraní v blízkosti vesnice Aršty a zaútočily na několik shromažďovacích bodů povstalců.
Do února 1995 Rusové neztratili ani jedno letadlo, i když 12 strojů Su-25 bylo poškozeno protiletadlovou palbou. Dne 4. února 1995 byl jeden Su-25 sestřelen za pomoci tří samohybných protiletadlových komplexů Šilka. Pilot se katapultoval, ale předpokládá se, že byl zavražděn povstalci. Celkově od prosince 1994 do března 1995 zničily ruské vzdušné síly celé Dudajevovo letectvo, 20 tanků, 25 obrněných vozidel pěchoty, 6 samohybných protiletadlových kanónů a nejméně 130 vozidel. Kromě toho zničily 7 mostů, několik čerpacích stanic, skladů zbraní a jiných důležitých objektů. Během dubna 1995 se počasí v Čečensku výrazně zlepšilo, což umožnilo širší nasazení Su-25 a bojových vrtulníků. Dne 5. května 1995 byl sestřelen Su-25 poté, co byl jeho pilot zabit palbou z kulometu ráže 12,7 mm. Střely prorazily sklo, zasáhly pilota do hlavy a stroj se rozbil o skály. Dne 28. května bombardovaly Su-25 čečenské pozice ve Vedě a Argungorges. Od března do července 1995 ztratily ruské vzdušné síly 2 ks Su-25 a jeden Su-24M v důsledku nasazení samohybného protiletadlového kompletu „Šilka“. 21. dubna 1996 se jeden Su-25 a Su-24MR podílely na útoku na automobil s čečenským vůdcem separatistů Dudajevem, který při útoku zahynul.

### Druhá válka v Čečensku (1999–2000)
V porovnání s předchozí válkou v Čečensku se letecký park nasazených letadel moc nezměnil. Bojové letouny Su-25 se v předchozím konfliktu výborně osvědčily a tak byly nasazeny znovu. Tentokrát to byly verze Su-25, Su-25UB a nejmodernější Su-25T. Starší Su-25 však již nutně potřebovaly modernizaci a instalaci navigace GPS, což bylo dokázáno při chybném útoku jednoho z Su-25 na gruzínskou vesnici Zelo Omalo, ke kterému došlo právě kvůli ztrátě orientace. Při útocích na pozemní cíle byla vypracována taktika proti přítomným protiletadlovým naváděním střelám „Stinger“ a „Igla“, která spočívala ve vystřelováním klamných cílů při útoku a i při stoupání po jeho ukončení. První Su-25 byl sestřelen v Dagestánu dne 9. září 1999. Letadlo bylo zasaženo protiletadlovou střelou do palivových nádrží, ale pilotovi se podařilo katapultovat a byl zachráněn. Druhý Su-25 byl zničen v důsledku nárazu do hory během velké oblačnosti a pilot zahynul. Modernizovaný Su-25T byl vybaven automatickým navigační-zbraňovým systémem „Škval“, který byl mimo jiné navržen na navedení protitankových raket 9M120 "Vichr" (AT-16 Scallion). Dne 23. září 1999 zničil Su-25T dvojplošník An-2 na letišti Groznyj-Severnyj, který byl používán na operace proti ruským jednotkám. Celkově provedl Su-25 přes 1 000 vzletů.

### Konflikt v Makedonii
První 2 ks Su-25 z Ukrajiny byly doručeny 7. června 2001 a další následovaly mezi 12. a 15. červnem 2001. Celkem získalo makedonské letectvo 3 ks Su-25 a jeden Su-25UB. Původně měly být doručeny v dubnu nebo květnu 2001, ale dodávky Mi-24 byly považovány za efektivnější pro tehdejší bojové podmínky. První Su-25 nesl palubní číslo „121“. Po červnových bojích se ukázalo, že nákup Suchojů nebyl špatným nápadem, přičemž v té době už 8 pilotů a několik mechaniků dokončilo na Ukrajině dvouměsíční výcvik. S příchodem Su-25 se Makedonci cítili dostatečně silní na rozhodující úder. Dne 23. června v časných ranních hodinách začala makedonská armáda novou ofenzívu proti městu Aračinovo. Na bombardování tohoto města se podílely i Su-25. Nálety Su-25 byly velmi intenzivní; jeden z Su-25 vzlétl z letiště Petrovec jen minutu před přistáním letadla s sekretářem zahraničních věcí EU Javierem Solanou na palubě. Suchoj proletěl pod jeho letadlem tak nízko, že se dostalo do tlakové vlny. O 2 minuty později už tento stroj bombardoval Aracinovo. Při bojovém nasazení nesly makedonské Su-25 obvykle 2 raketomety UB-32-57 na vnitřních podvěsné na každé straně a 2 bomby FAB-250 na vnějších dvou podvěsné na každé straně. Menší podvěsy zůstávaly prázdné nebo na nich byly neseny rakety R-60.

### Rusko-gruzínská válka

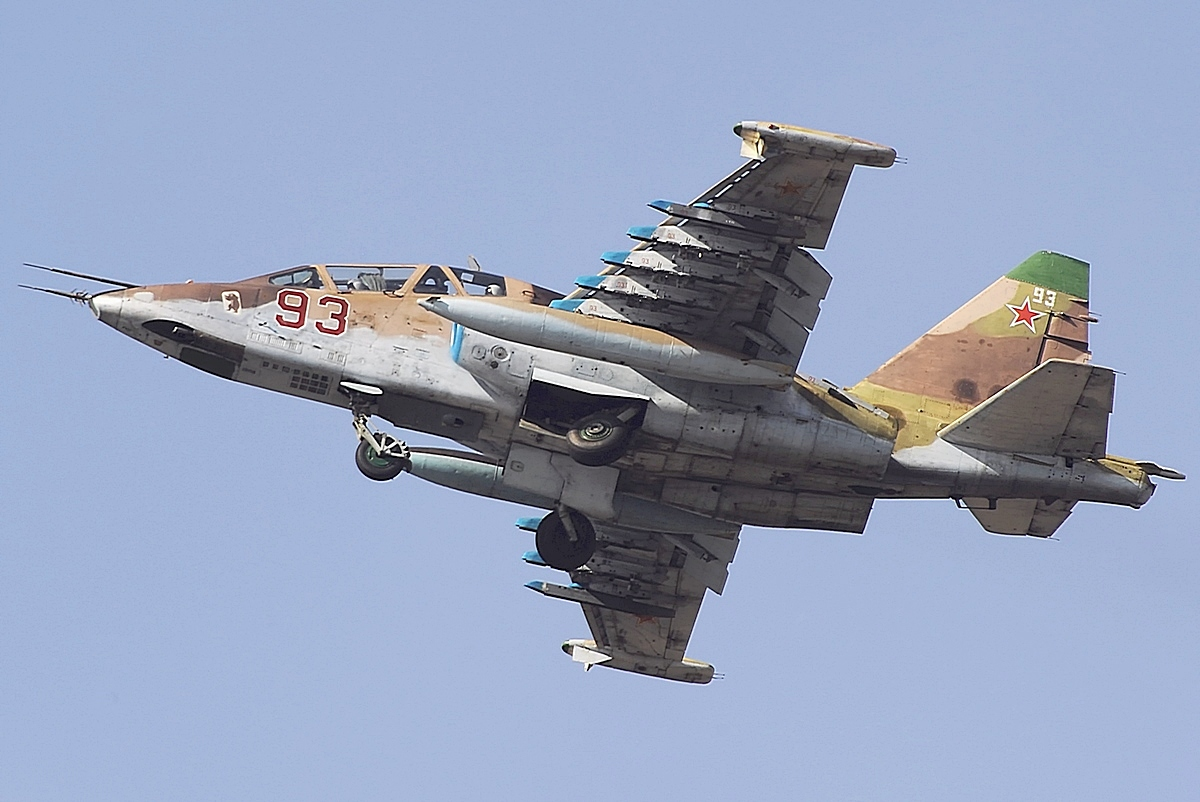
Ruský Su-25

V srpnu 2008 byly Su-25 nasazeny Gruzií i Ruskem během rusko-gruzínské války v roce 2008. Su-25 gruzínského letectva se podílely na poskytování letecké podpory vojákům během bitvy o Cchinvali a zahájily bombardovací nálety na cíle v Jižní Osetii. Ruské Su-25 zasáhly gruzínské síly v Jižní Osetii a podnikly nálety na cíle v Gruzii. Ruská armáda oficiálně potvrdila ztrátu tří letounů Su-25 gruzínskou protivzdušnou obranou, ačkoli Moscow Defense Brief tvrdí čtyři letouny. Tyto tři ruské letouny byly údajně sestřeleny gruzínskými jednotkami protivzdušné obrany Buk-M1. Gruzínské Su-25 byly schopny operovat v noci. Začátkem srpna 2008 ruské Su-25 zaútočily na letecký závod v Tbilisi, kde se Su-25 vyrábí, a shodily pumy na tovární letiště.

### Írán
Dne 1. listopadu 2012 vypálily dva íránské Su-25 z kanónů na bezpilotní letoun amerického letectva MQ-1 Predator 30 km (19 mi; 16 nmi) od íránského pobřeží. Íránská vláda tvrdí, že dron narušil její vzdušný prostor.

### Válka na východní Ukrajině

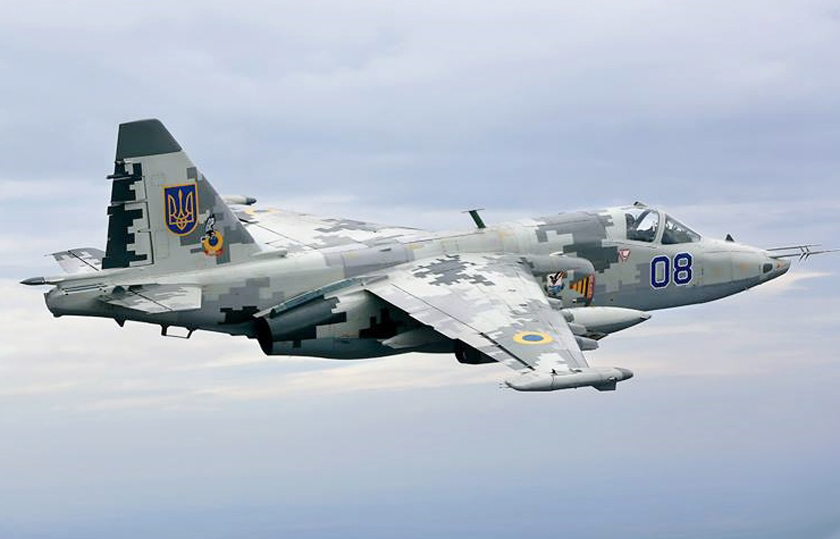
Ukrajinský Su-25M1

Během války na východní Ukrajině nasadilo ukrajinské letectvo své Su-25 proti pozicím separatistů. Těm se podařilo několik těchto strojů sestřelit. Na začátku července 2014 havaroval letoun Su-25 na letišti Dněpropetrovsk, podle oficiálních zdrojů kvůli technické závadě. Pilot se zachránil. Podle svého prohlášení měla Luhanská lidová republika zajmout kolem 13. července jeden z těchto strojů, který zařadila do svých „leteckých sil“. Dne 16. července 2014 byl sestřelen jeden Su-25. Ukrajinská strana z jeho sestřelu obvinila Rusko. I v tomto případě se pilot úspěšně katapultoval. Dne 23. července sestřelili separatisté další dva Suchoje.
Dne 17. července 2014 se nad východní Ukrajinou zřítil dopravní letoun Boeing 777 malajsijských aerolinií. Jednou z uváděných příčin pádu mohl být, podle ruské strany, ukrajinský Su-25, který se v oblasti podle Rusů nacházel. Jedním z argumentů proti této možnosti byl i udávaný dostup letadla, který nepřevyšuje 7 kilometrů. Suchoj Su-25 by tak nemohl dosáhnout letové hladiny Boeingu 777, která činila 10 kilometrů. Dle šéfkonstruktéra letounu Vladimira Babaka je maximální možný dostup letounu 11 až 12 kilometrů, což je letová hladina, kterou ruští piloti občasně využívali při návratu z misí, aby ušetřili palivo. Dále uvedl, že v těchto výškách je rozdíl cestovních rychlostí obou letounů cca 100-150 mph a pro nekvalifikované ukrajinské piloty by bylo velmi obtížné, ne-li prakticky nemožné Boeing 777 zasáhnout a to i za použití samonaváděcích raket vzduch-vzduch R-60 (operační dosah 8 km, je možné střílet i z nižší hladiny, než se nachází cíl, simulace ukázala, sestřel dopravního letadla, by byl možný už z výšky 6500 m n. m. při rychlosti 500 km/h ve vstřícném kurzu k MH17) jimiž je Suchoj vyzbrojen a které by byly díky infračervenému principu navádění schopné zasáhnout pouze motory dopravního letadla.
Podle zjištění předběžné zprávy nizozemské komise vyšetřující neštěstí se však v době katastrofy ve vzdušném prostoru v okolí vyskytovala jen tři civilní letadla a nejbližší z nich se nacházelo ve vzdálenosti 30 km od letu MH17.

### Válka v severním Iráku
V první polovině roku 2014 sever Iráku obsadila organizace Islámský stát. Irácké letectvo bylo posíleno několika stroji Su-25 z Ruska, několik dalších pravděpodobně bylo i z Íránu.

### Vojenská intervence v Sýrii
V září 2015 bylo oznámeno, že nejméně tucet Su-25 Rusko nasadilo na letiště Hmímím u Latakie v Sýrii k podpoře ruských sil, které podnikaly údery na podporu Asadova režimu. 2. října 2015 stroje Su-24M a Su-25 zničily velitelství ISIL v provincii Idlib, zatímco letadla Su-34 a Su-25 zničila opevněný bunkr ISIL v provincii Hamá.[chybí lepší zdroj]
Počátkem února 2018 jeden z ruských strojů sestřelili syrští povstalci.

### Ruská invaze na Ukrajinu

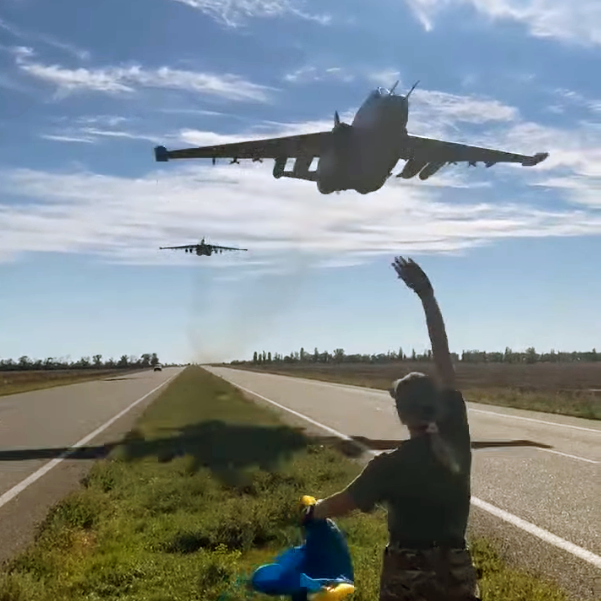
Ukrajinské Su-25 v letu nízko nad terénem, září 2022

Během ruské invaze na Ukrajinu nasadily do bojů stroje Su-25 obě strany konfliktu, přičemž na obou stranách byly hlášeny ztráty. Na ruské straně se do náletů zapojila hlavně letadla Su-25 a Su-34. Zpočátku bombardovala jen vojenskou infrastrukturu, ale později začala útočit i na civilní cíle [zdroj?]. Letadla Su-25 používala zejména volně padající pumy FAB-500.
Největší pozornosti se dostalo sestřelení ruského  Su-25 nad Luhanskou oblastí u města Popasna, jehož pilot se nestihl katapultovat. Britské stanici BBC potvrdili tři bývalí podřízení generálmajora Kanamata Botaševa, kteří si přáli zůstat v anonymitě, že zničený letoun pilotoval právě on. Podle dostupných zdrojů byl jeho letoun sestřelen přenosným protiletadlovým raketovým kompletem země-vzduch Stinger. K 12. březnu 2022 se ukrajinské protivzdušné obraně podařilo sestřelit minimálně 5 ruských letadel Su-25. Dle nezávislého webu Oryx ztratilo ruské letectvo od začátku bojů v únoru 2022 do června 2025 nejméně 41 Su-25 a Ukrajina nejméně 23 Su-25.

## Varianty

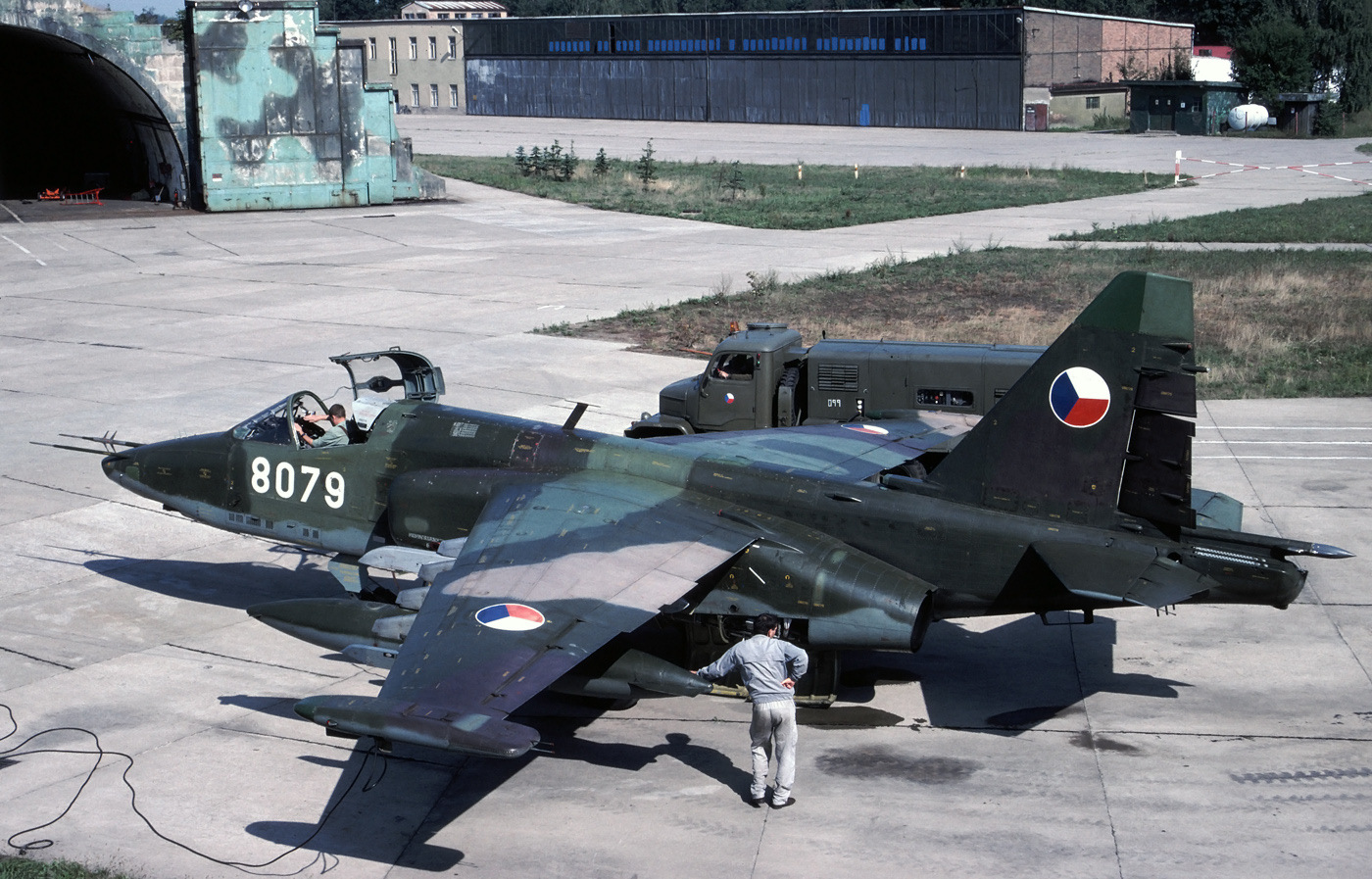
Český Suchoj Su-25K v Pardubicích v roce 1994

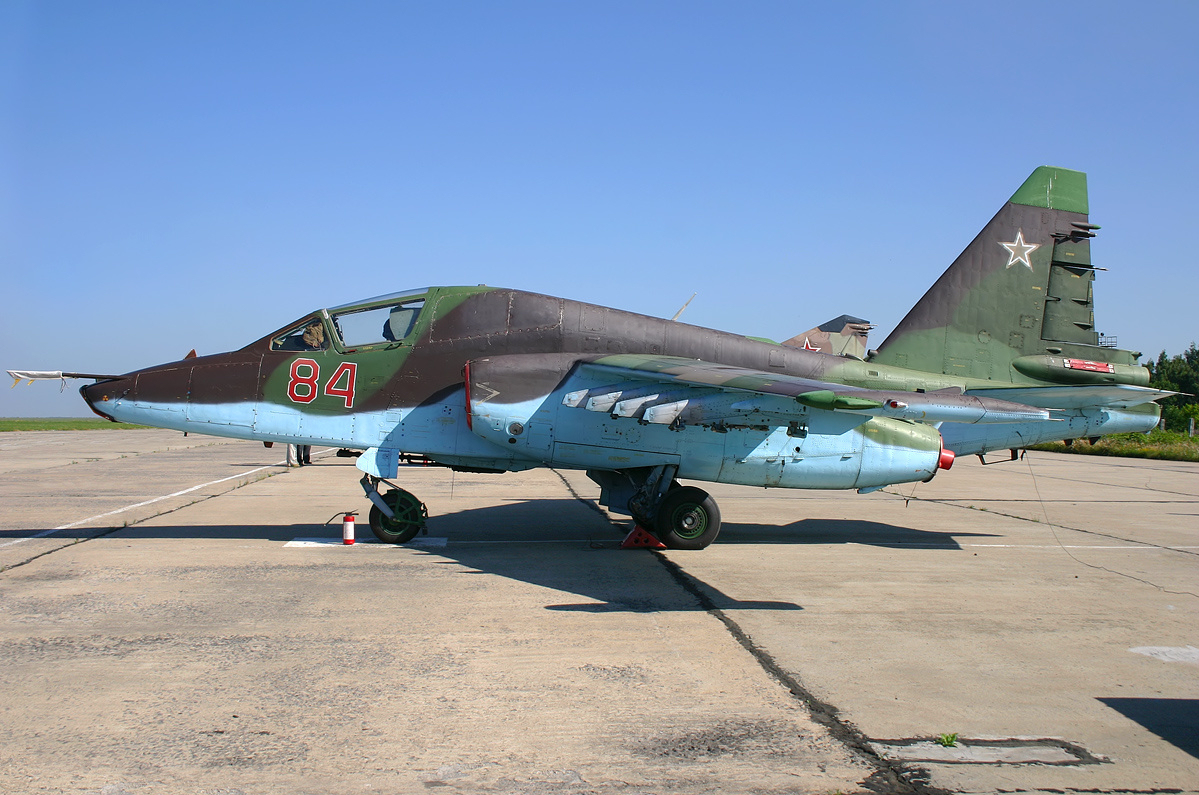
Suchoj Su-25T

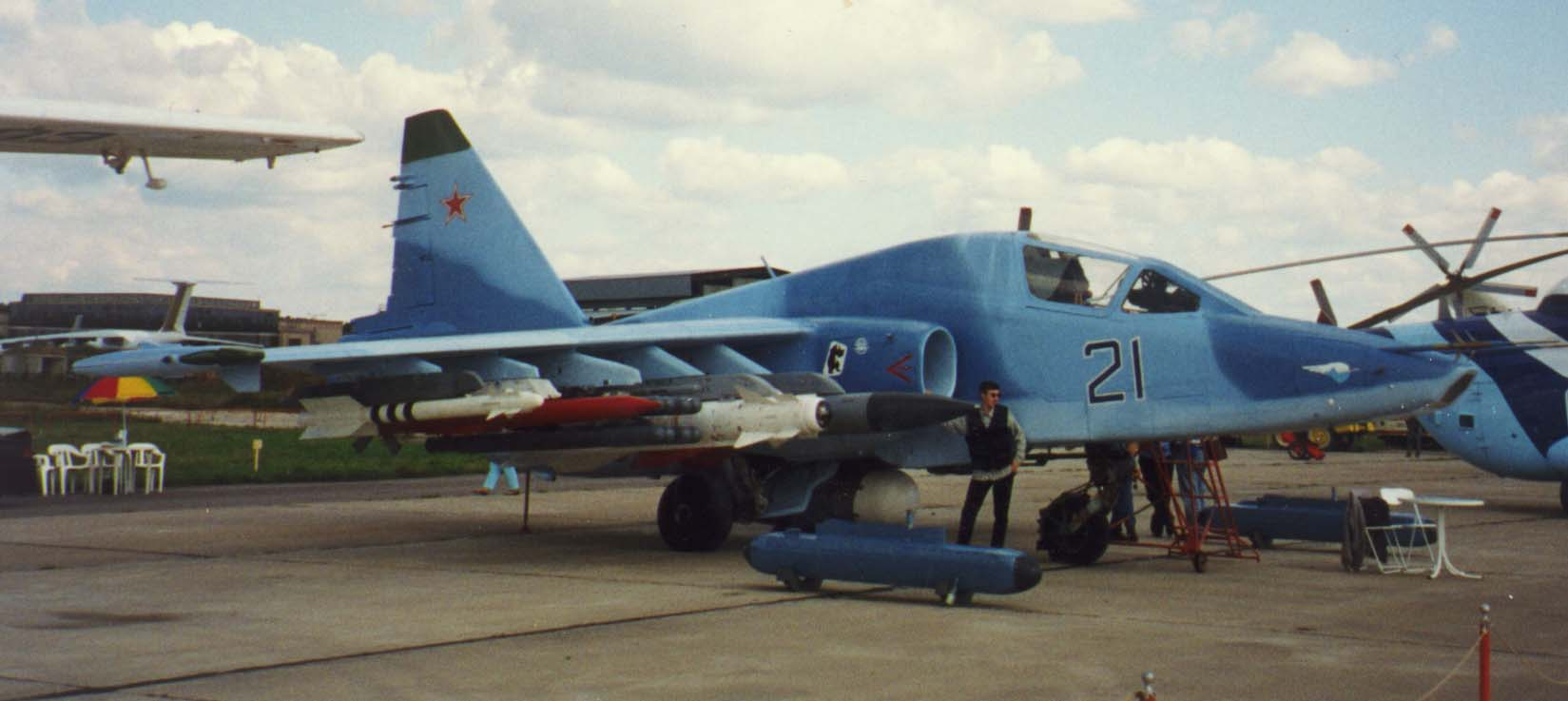
Modernizovaná verze Su-25TM

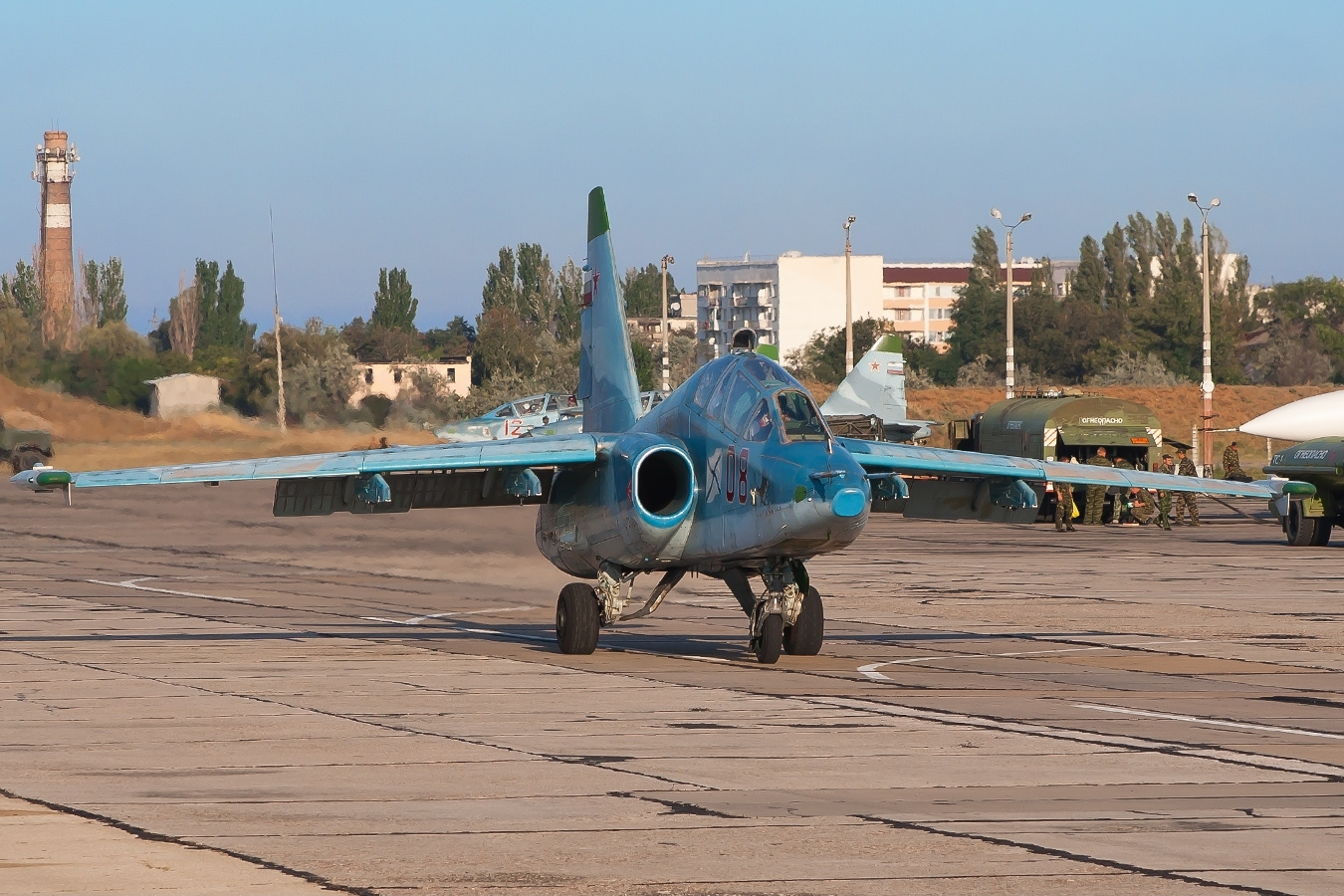
Su-25UTG na základně Novofjodorovka

- T8-1 – první prototyp. Odlišoval se chybějícím pancéřováním, motory R9-300, kanónem GŠ-23 a vystřelovacím sedadlem K-36. První let uskutečnil 22. února 1975.[38]
- T8-1D – vylepšená verze, sloužil jako prototyp pro sériovou výrobu. Odlišoval se motorem R-95Š, titanovým pancéřováním kabiny, kanónem GS-30-2, propracovaným křídlem a ocasními plochami. Vznikl koncem roku 1976 předěláním ze stroje T8-1. Poprvé vzlétl 7. prosince 1976.
- T8-2D – druhý prototyp. Odlišoval se propracovaným křídlem, brzdícími štíty na krytech motorů, osvětlením kabiny, zabudovaným žebříkem na boku kabiny a vystřelovacím sedadlem K-36L. Poprvé vzlétl 26. prosince 1975.
- T8-3/T8-4 – předsériové stroje. Byly vyrobeny v továrně v Tbilisi v roce 1979. První let se uskutečnil 18. června 1979.
- T8-14 – prototyp pro zkoušky motorů R-195.
- Su-25 – sériový stroj. První let se uskutečnil 18. června 1979.
- Su-25B (T8B) – projekt modernizace. Odlišoval se motory R-195, palubní aparaturou, posíleným pancéřováním a zvýšenou nosností výzbroje.
- Su-25BM – verze pro tažení vzdušných terčů. V roce 1989 bylo vyrobeno 50 ks.
- Su-25K – (písmeno „K“ znamená „korabeľnyj“, tedy palubní); šlo o projekt námořní verze pro letadlové lodě. Liší se zástavbou zbraňového komplexu k působení za každého počasí, posílenou strukturou trupu a sklopitelnými křídly. Její návrh probíhal v letech 1972–1976. Pak bylo označení Su-25K uvolněno.
- Su-25K – exportní verze (písmeno „K“ znamená „kommerčeskij“ – obchodní / vývozní). Liší se palubním vybavením. V letech 1984–1989 bylo vyrobeno 186 letadel.
- Su-25km „Škorpion“ – jde o gruzínsko-izraelskou verzi Su-25K. Odlišuje se vybavením palubních systémů a elektroniky, které jsou značně vylepšeny. První let proběhl 18. dubna 2001.[39]
- Su-25R – projekt průzkumné verze. Odlišovala se podvěsným kontejnerem s průzkumným vybavením. Vývoj probíhal v roce 1978.
- Su-25SM – modernizovaná verze. Odlišuje se navigačně-zaměřovacím komplexem „Bars“, blokem radiotechnických průzkumu „Paste“, zbraňovým řídícím systémem SUO-39 a rozšířeným spektrem nesených zbraní. Navržena byla v roce 2001. Modernizace probíhá od roku 2007 na letecko-opravárenském závodě № 121 v Kubince.
- Su-25T (T8-M) – protitanková verze, vznikla dalším vývojem Su-25. První let se uskutečnil 17. srpna 1984. Vyráběla se v letech 1990–1991 v Tbilisi. Později modernizována na verzi Su-25TM.
- Su-25TM – modernizovaná protitanková verze. Lišila se instalací palebného radaru „Kopy-25“, umístěném v podvěsném kontejneru. Vyvinuta byla v roce 1995 a sériová výroba byla plánována v továrně v Ulan-Ude pod označením Su-39. Určená k provozu za všech povětrnostních podmínek i v noci. Má instalovány vypouštěče klamných cílů, IČ rušiče, čidlo pro varování před ozářením radarem (např. jiný letoun při pokusu jej zaměřit a sestřelit), navigační systém a dva palubní počítače. Letoun může nést nové druhy podvěšené výzbroje až do celkové hmotnosti 6 000 kg.
- Su-25TK (Su-39) – jde o vývozní protitankovou verzi.
- Su-25U3 „Ruská trojka“ – jde o projekt trojmístné výcvikové verze, vypracované v roce 1991.
- Su-25UB (T8-UB) – cvičné-bojová verze. Vyrábí se od roku 1984 v leteckém závodě v Ulan-Ude.
- Su-25UBK – exportní verze Su-25UB. Odlišuje se palubním vybavením. V letech 1986–1989 bylo vyrobeno 30 letadel.
- Su-25UBM – modernizovaná cvičná verze. Palubní výbava je shodná s verzí Su-25SM. První let se uskutečnil 6. prosince 2008. Vyrábí se od roku 2009.
- Su-25UT (T8-UT, Su-28) – cvičná verze. V roce 1987 byl vyroben jeden kus.
- Su-25UTG (T8-UTG) – palubní cvičná verze. V továrně Ulan-Ude bylo vyrobeno 10 letadel.

## Uživatelé

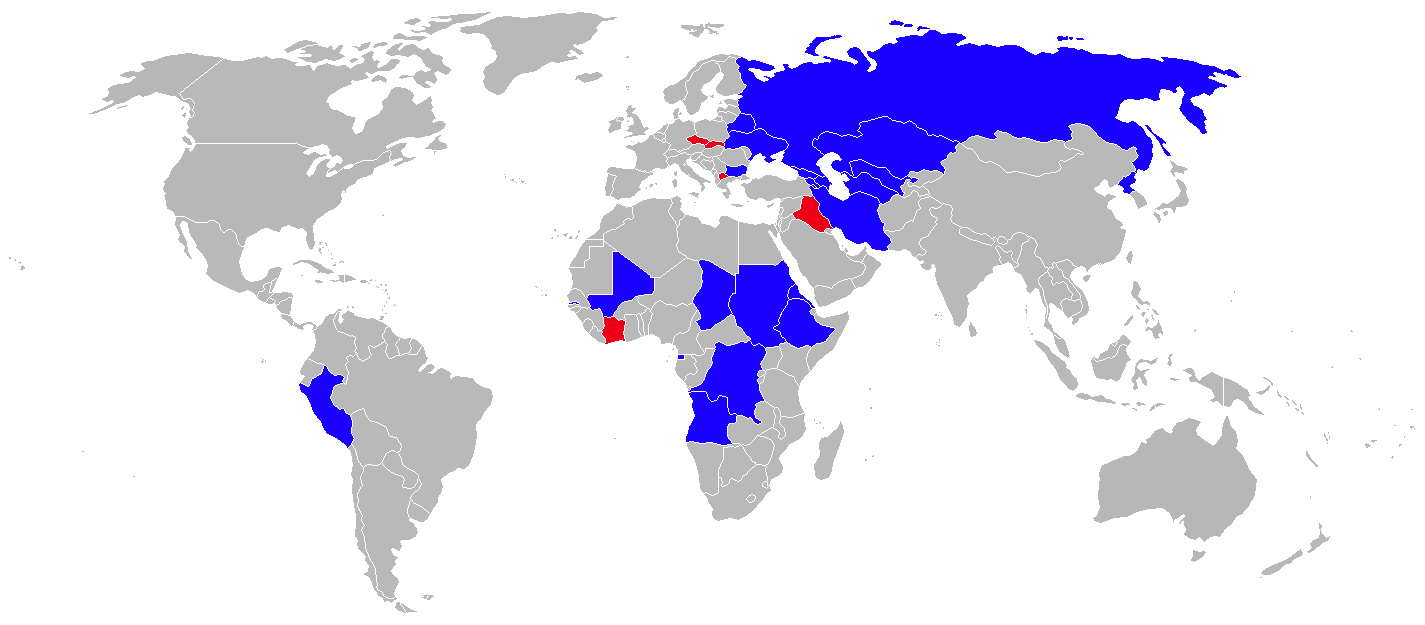
Uživatelé Su-25.
Současní
Dřívější

### Současní
Angola
- Angolské letectvo

 Arménie
- Arménské letectvo po rozpadu SSSR nedisponovalo žádnými letadly Su-25. To se změnilo během války o Náhorní Karabach, kdy neoficiálními způsoby zakoupilo 4-5 ks jednomístných Su-25 a 2 ks Su-25UB. V 2004 pořídili Arménské vzdušné síly 9 ks Su-25K a 1 ks Su-25UBK ze Slovenska.

 Ázerbájdžán
- Ázerbájdžánské letectvo má přibližně 30 ks Su-25, ale maximálně 12 jich je v letuschopném stavu. V roce 2010 zakoupilo v Bělorusku 5 ks Su-25. [40] V roce 2011 přišel Ázerbájdžán o 2 ks Su-25, které byly zničeny při leteckých nehodách.[41]

 Bělorusko
- Běloruské letectvo po rozpadu SSSR získalo více než 60 ks Su-25. Dnes je jejich téměř polovina uskladněna a část z nich byla prodána jiným zemím. Několik kusů bylo modernizovaných domácím leteckým průmyslem. Běloruské Su-25 sídlí na základně Lida, kde tvoří tři bojové a jednu cvičnou eskadru.[42]

 Bulharsko

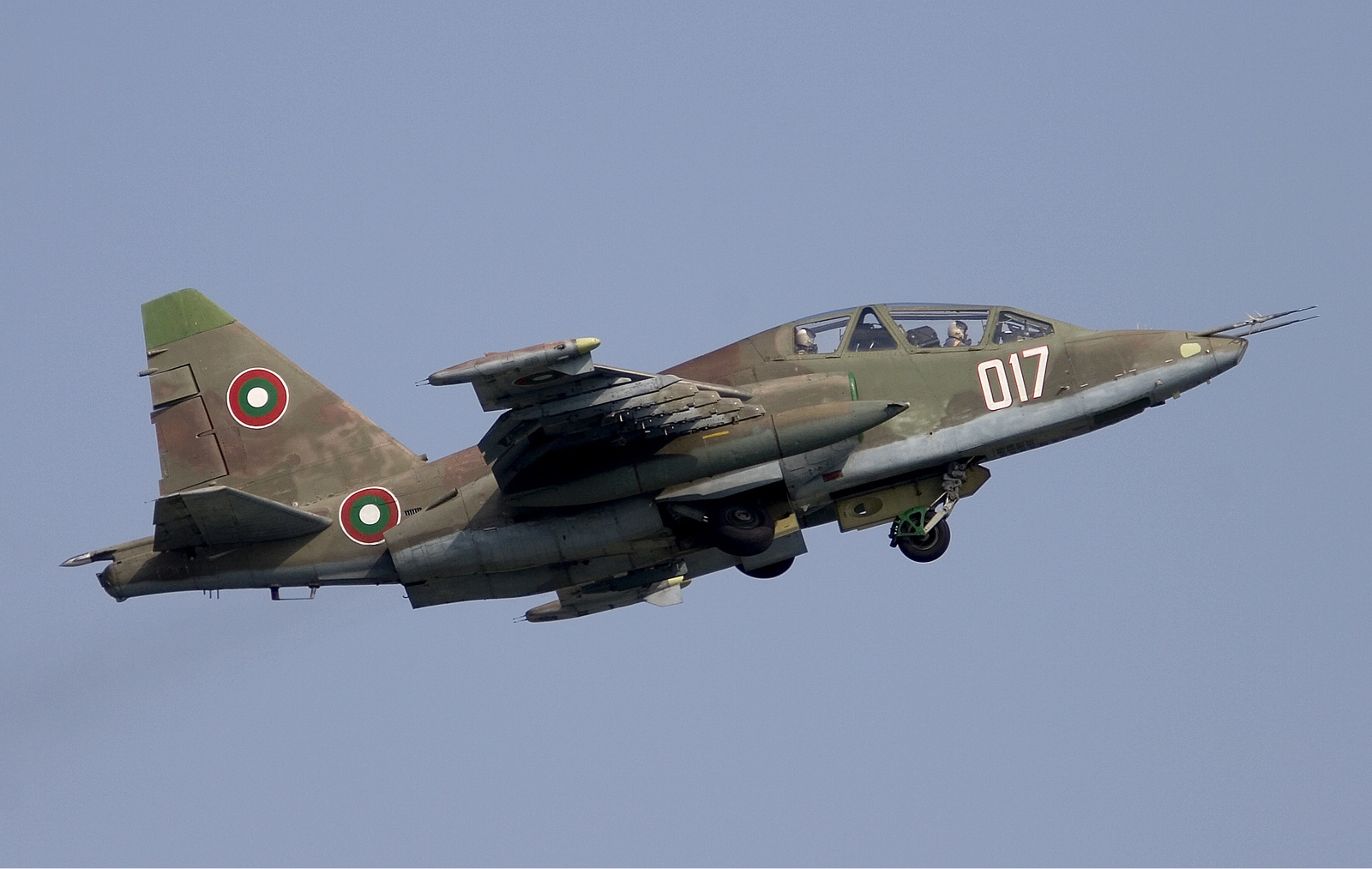
Bulharský Su-25UBK při vzletu

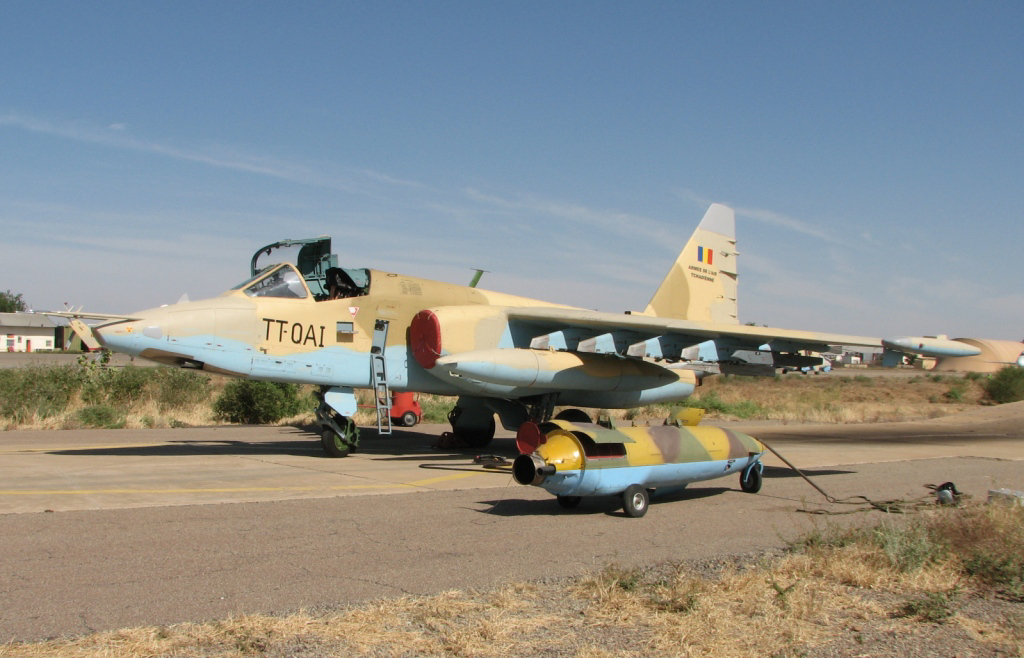
Su-25 letectva Čadu

- Bulharské letectvo bylo druhé, které v rámci Varšavské smlouvy obdrželo Su-25K. Šlo o 36 ks Su-25K a 4 ks Su-25UBK. Dnes je jediným členem NATO, které je používá. V současnosti je v provozu 10 ks Su-25K a 4 ks Su-25UBK. Operují ze základny v Bezmere.[43]

 Čad
- Čadské letectvo

 Čína
- Letectvo Čínské lidové republiky. Podle některých zdrojů zakoupila Čína od Ukrajiny v roce 2007 neznámý počet Su-25UTG kvůli studiím jejich provozu na letadlové lodi.[44]

 Konžská demokratická republika
- Letectvo Demokratické republiky Kongo roku 1999 zakoupily od Gruzie 10 ks Su-25K a první 4 ks byly dodány v listopadu 1999 na palubě letadla An-124. Zbývající stroje byly dodány v lednu 2000.

 Etiopie
- Etiopské letectvo

 Gruzie

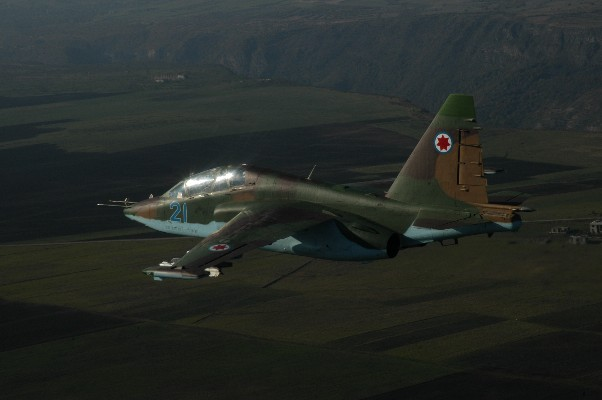
Gruzínský Su-25UB

- Gruzínské letectvo po rozpadu SSSR získalo stroje, které se nacházely ve výrobním závodě v Tbilisi. V období let 1996–1998 postavilo 3 ks dvousedadlových Su-25UB. Podle některých odborníků disponuje Gruzie dostatečným počtem dílů, prostředků a vybavením pro výrobu nejméně 75 ks Su-25. Z neznámých důvodů se Gruzie raději rozhodla v letech 2004–2005 zakoupit použité Su-25 z Makedonie a Bulharska.

 Gambie
- Letectvo Gambie

 Írán
- Íránské letectvo získalo prostřednictvím přeletu z Iráku 5 ks Su-25K a 2 ks Su-25UBK. Později zakoupilo v Rusku několik kusů Su-25UBT. Byly opraveny za pomoci gruzínských techniků. Odhaduje se, že v současnosti disponuje Írán 12 – 14 ks Su-25 všech verzí.[45] Některé zdroje uvádějí, že Írán si v Rusku objednal celkem až 30 ks Su-25UBK, zda však byly dodány není známo.[46]

 Kazachstán
- Kazašské letectvo disponuje 14 ks jednomístných a dvoumístných Su-25.[47]

 Niger
- Nigerské letectvo mělo v roce 2014 ve službě 2 stroje

 Severní Korea
- Severokorejské letectvo

 Peru

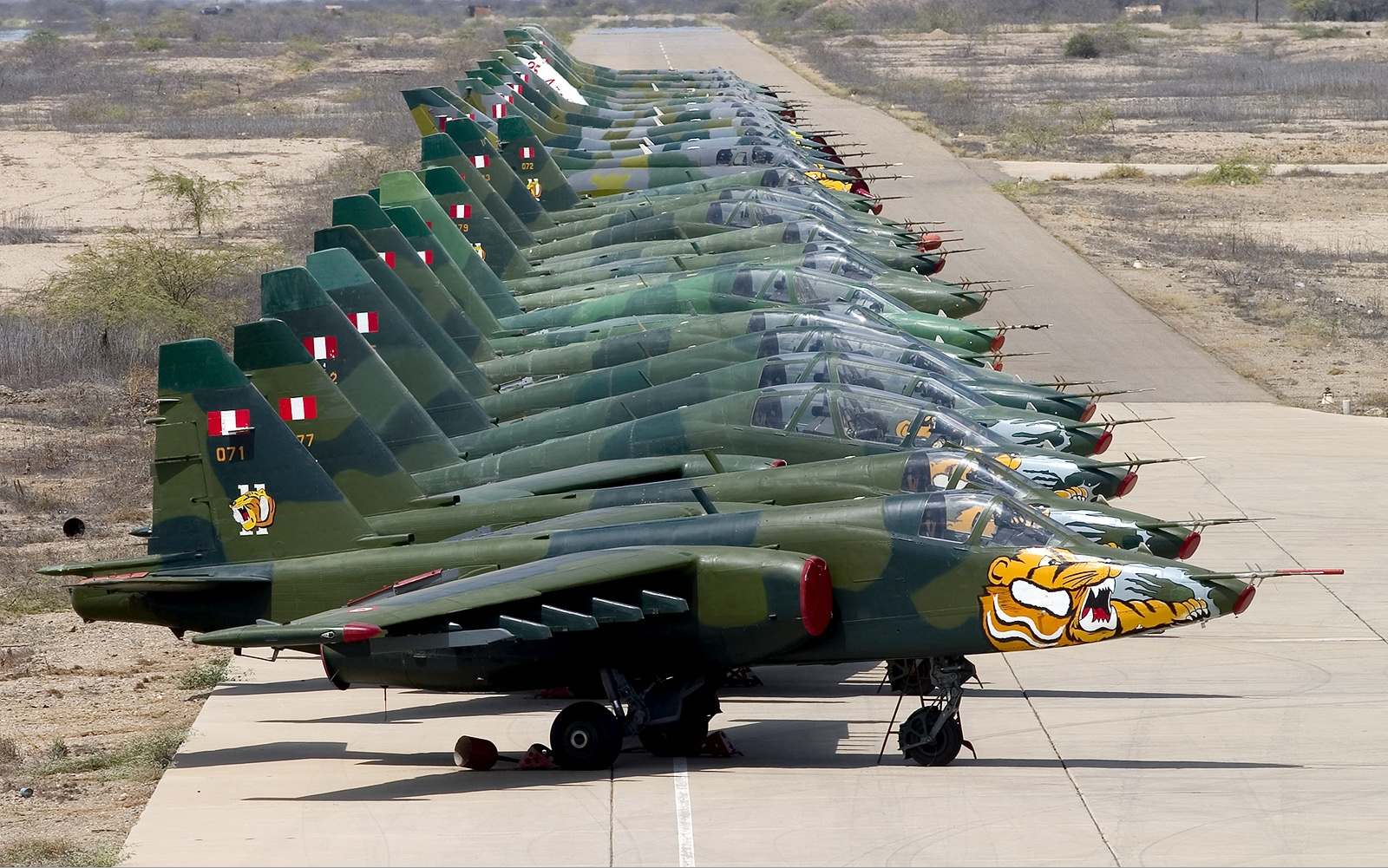
Peruánské Suchoje

- Peruánské letectvo uzavřelo v roce 1996 obchod s Běloruskem o koupi 18 ks Su-25 v hodnotě $ 150 mil. Šlo o 10 ks Su-25 a 8 ks Su-25UB. Byly dodány v letech 1997–1998.

 Rovníková Guinea
- V roce 2005 zde byly zaznamenány 4 Su 25 včetně 2 bojových cvičných Su-25UB. Aktuální stav není znám.[48]

 Rusko
- Vojenské vzdušné síly Ruské federace  od roku 2006 podrobují svoji flotilu Su-25 modernizaci na standard Su-25SM. Dosud bylo modernizováno přibližně 50 strojů. Modernizace zahrnuje osazení letadla tzv. skleněným kokpitem, novým palubním počítačem, počítačovým navigačním a zaměřovacím systémem a širší paletou nesených přesně naváděných zbraní. V roce 2008 byla představena verze Su-25m2 s dalšími vylepšeními. Poslední a nejmodernější verzí je Su-25SM3, která v současnosti prochází letovými zkouškami. Je osazena novými systémy vlastní ochrany, zdokonaleným komunikačním systémem a rozšířenou paletou nesených zbraní.[49]
- Ruské námořní letectvo (cvičné palubní letouny Su-25UTG)
- Wagnerova skupina[50]

 Súdán
- Súdánské letectvo zakoupilo z Běloruska 14 ks Su-25, které byly dodány v letech 2008–2009.[51]

 Turkmenistán
- Letectvo a protivzdušná obrana Turkmenistánu po rozpadu SSSR získalo 43 ks Su-25. V roce 2004 se stalo prvním zákazníkem verze Su-25km „Škorpion“, kterou získal od Gruzie, jako kompenzaci za dluhy za plyn, přičemž tímto způsobem financoval i generální opravu všech starších Su-25.

 Ukrajina

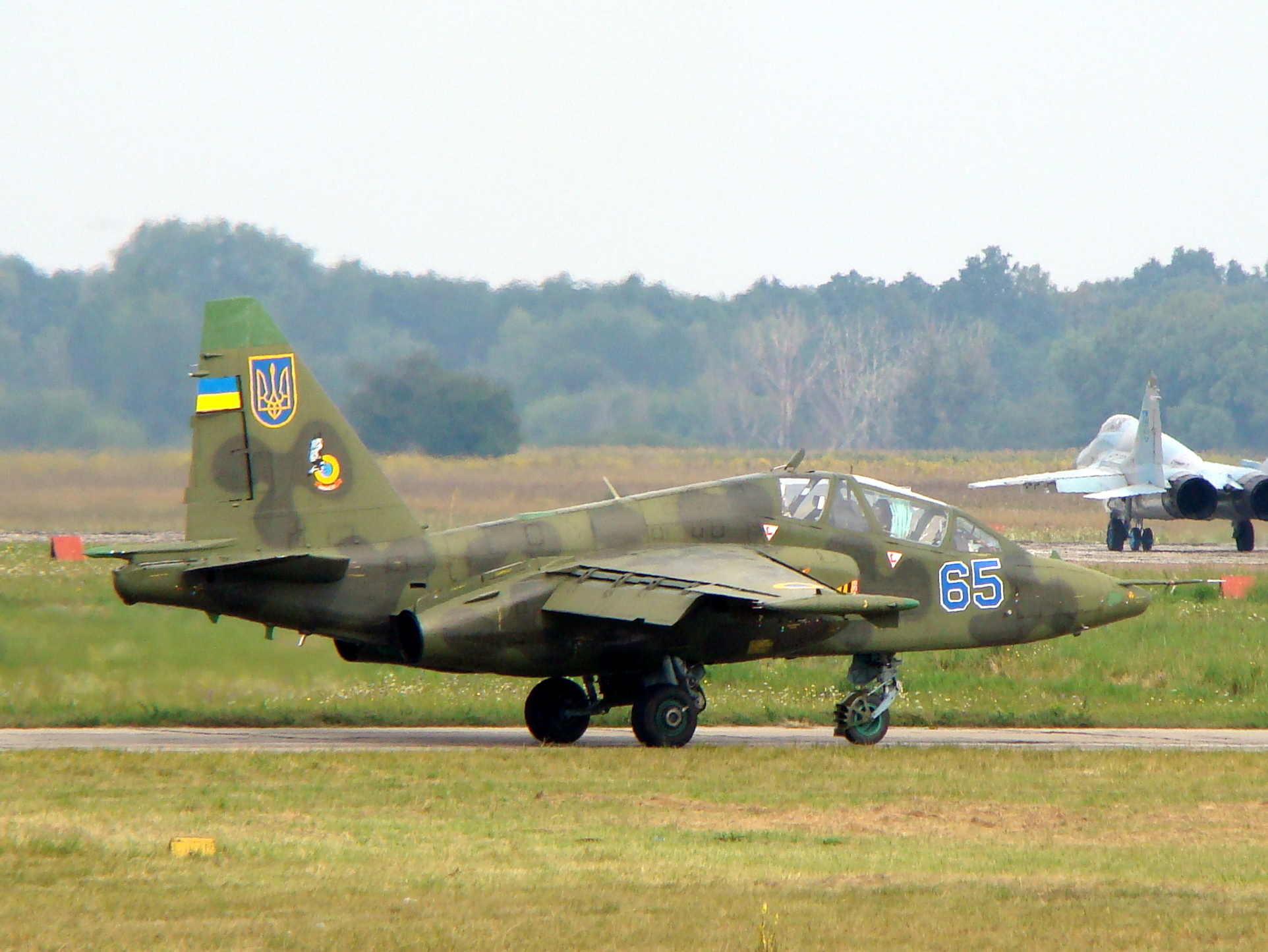
Ukrajinský Su-25UB

- Ukrajinské letectvo. Jsou ve výzbroji 299. Sevastopolské brigády taktického letectva. Po rozpadu SSSR získala Ukrajina celkově 65 ks Su-25 a 8 ks Su-25UB. V současnosti má ve výzbroji celkem 39 ks jednomístných a dvoumístných Su-25. Také probíhá jejich modernizace na verzi Su-25M1 a Su-25UBM1. Modernizováno má být 24 letadel. První 2 modernizované stroje byly předány 4. března 2010.[52]

 Uzbekistán
- Uzbecké letectvo Na území Uzbekistánu se nacházelo výcvikové středisko, kde se také nacházelo přibližně 20 ks nedokončených Su-25 a několik Su-25BM a Su-25UB. Několik Su-25 se také nacházelo na základně Džhižak. Všechny tyto stroje se po rozpadu SSSR staly majetkem Uzbekistánu.

### Bývalí
Československo

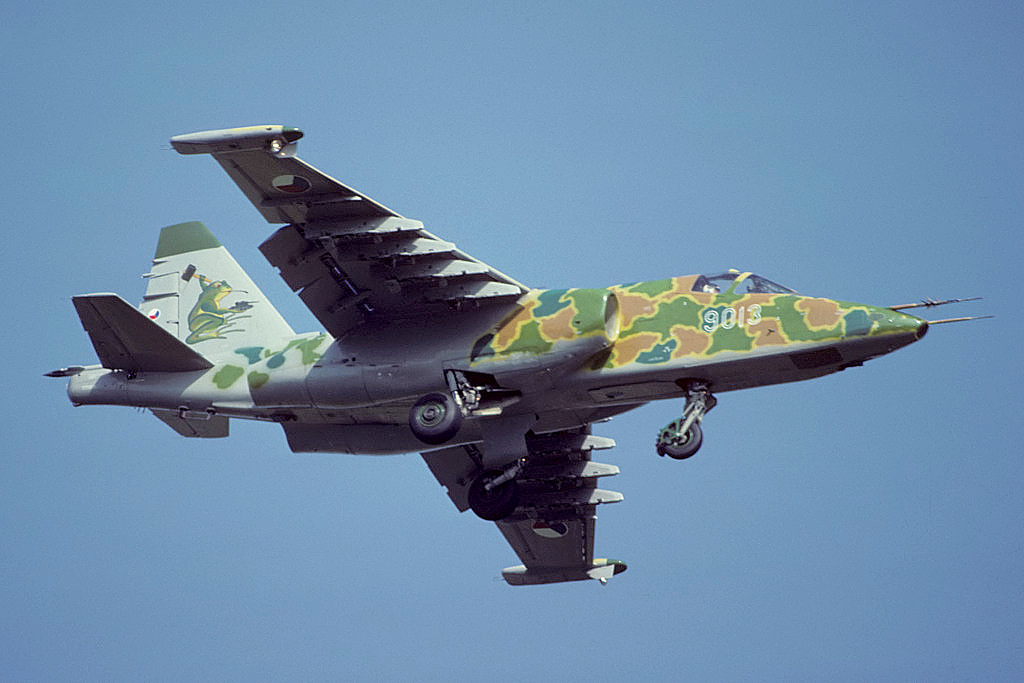
Český Su-25K

- Československé letectvo bylo prvním zákazníkem Su-25 mimo SSSR. První letadla byla dodána v první polovině roku 1984. Do roku 1988, kdy byly dodávky ukončeny, obdrželo tehdejší československé letectvo celkem 36 ks jednomístných Su-25K a 2 ks dvoumístných Su-25UBK. Po rozdělení ČSSR připadlo 12 jednomístných a jedna dvoumístná Su-25 Slovensku.[53]

 Česko
- Vzdušné síly Armády České republiky po rozpadu Československa obdržely 24 letadel Su-25K a jedno Su-25UBK. V roce 2000 byly vyřazeny ze služby a uskladněny na základně Přerov.[54]Poté se 12 kusů prodalo do Gruzie v roce 2003[55] a 6 kusů do USA v roce 2004.[56]

 Irák
- Irácké letectvo koncem 80. let 20. století zakoupilo 45 ks Su-25. Je známo, že 21. ledna 1991 přelétlo 7 ks Su-25 do Íránu a několik jich bylo zničeno během války v Zálivu, v roce 1991. Zbývající byly vyřazeny po spojenecké invazi v roce 2003.[57]

 Makedonie

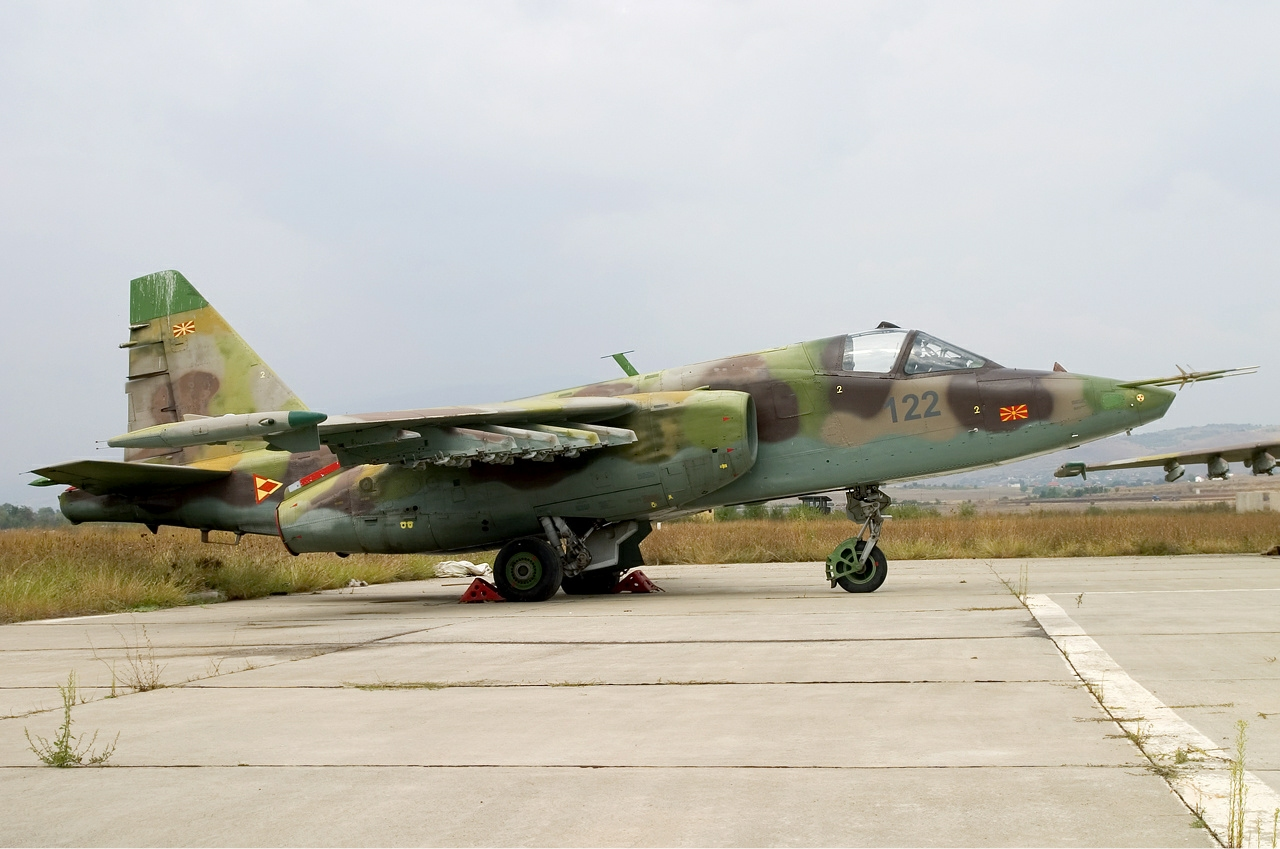
Makedonský Su-25

- Makedonské letectvo v roce 2001 zakoupilo 3 jednomístné Su-25 a jeden dvoumístný Su-25UB. Koupilo je od Ukrajiny, i když podle všech informací bylo za prodejem Bělorusko. Makedonie je provozovalo do března 2004, kdy byly z finančních důvodů uloženy na základně Petrovec.[58] V roce 2006 byly všechny 4 ks Su-25 prodány do Gruzie.[59]

 Pobřeží slonoviny
- Letectvo Pobřeží slonoviny

 Slovensko
- Vzdušné síly Slovenské republiky. Po rozpadu Československa sloužily Suchoje Su-25K a Su-25UB v počtu 12 ks a 1 ks respektive i v slovenském letectvu do roku 2002, přičemž se armáda zajímala i o nákup zdokonalené verze Suchoj Su-39. Po vyřazení bylo 10 ks kontroverzně prodáno výrazně pod cenu do Arménie. Od února do března 2012 byly zlikvidovány všechny rakety určené pro Su-25K a Su-22, které byly dříve uloženy ve vojenských skladech v Maršové-Rašov. Šlo celkem o 55 řízených raket kategorie vzduch – země a 88 neřízených raket. Šlo o typy Ch-25ML, Ch-25MR, Ch-25MP, Ch-58E, S-24 a S-24B.[60]

 Somálsko
- Somálské letectvo mělo neznámý počet Su-25. Jeden vrak je k vidění na vrakovišti somálského letectva

## Specifikace (Su-25K)

### Technické údaje
- Posádka: 1
- Délka: 15,53 m
- Rozpětí: 14,36 m
- Výška: 4,8 m
- Nosná plocha: 30,1 m²
- Hmotnost prázdného letadla: 10 740 kg
- Vzletová hmotnost: 17 530 kg
- Maximální vzletová hmotnost: 20 500 kg
- Pohonná jednotka: 2× proudový motor Sojuz/Gavrilov R-95Š o tahu 40,21 kN
- Zásoba paliva: ??

### Výkony
- Maximální rychlost:
  - Na úrovni mořské hladiny: 950 km/h[61]
  - V letové hladině:
- Dolet: 1 950 km
- Dostup:
  - s externí výzbrojí: 5000 m[62]
  - bez externí výzbroje: 7000 – 10 000 m[63]
  - maximum při testovacích letech: 14 600 m[64]
  - čas na dosažení maximální letové hladiny: pod 2 minuty[65]
- Počáteční stoupavost: 58 m/s
- Plošné zatížení: 584 kg/m²
- Poměr tah/hmotnost: 0,51

### Výzbroj
- Kanón:
  - 1 × dvouhlavňový kanón GŠ-30-2, ráže 30 mm, se zásobou 250 nábojů.
- Závěsníky: 10 závěsných bodů na křídlech s nosností až do celkové hmotnosti 4 400 kg
  - 2× raketa R-60 (AA-8 Aphid), pouze na vnějších závěsnících
  - Přídavné nádrže
  - 250 kg pumy BETA B-250
  - rakety Ch-23 (AS-7 „Kerry“)